# Biserica „Sfinții Voievozi” - Flămânzești din Curtea de Argeș
Biserica „Sfinții Voievozi” - Flămânzești din Curtea de Argeș este un monument istoric aflat pe teritoriul municipiului Curtea de Argeș. În Repertoriul Arheologic Național, monumentul apare cu codul 13631.08.

## Istoric și trăsături
A fost ridicată de mitropolitul Cosma, pe locul bisericii lui Stanislav din Flămânzești (secolul XVI), și închinată ca bolniță Mănăstirii Argeșului. Biserica a fost construită la 1790 și a fost refăcută în 1796. Pictura a fost spălată la 1925, iar biserica a fost consolidată și reparată în 1952.  Are un plan rectangular, format din naos alungit și pronaos pătrat, peste care se ridică o turlă-clopotniță. Pridvorul a fost adăugat la sfârșitul secolului XX.

## Imagini din exterior

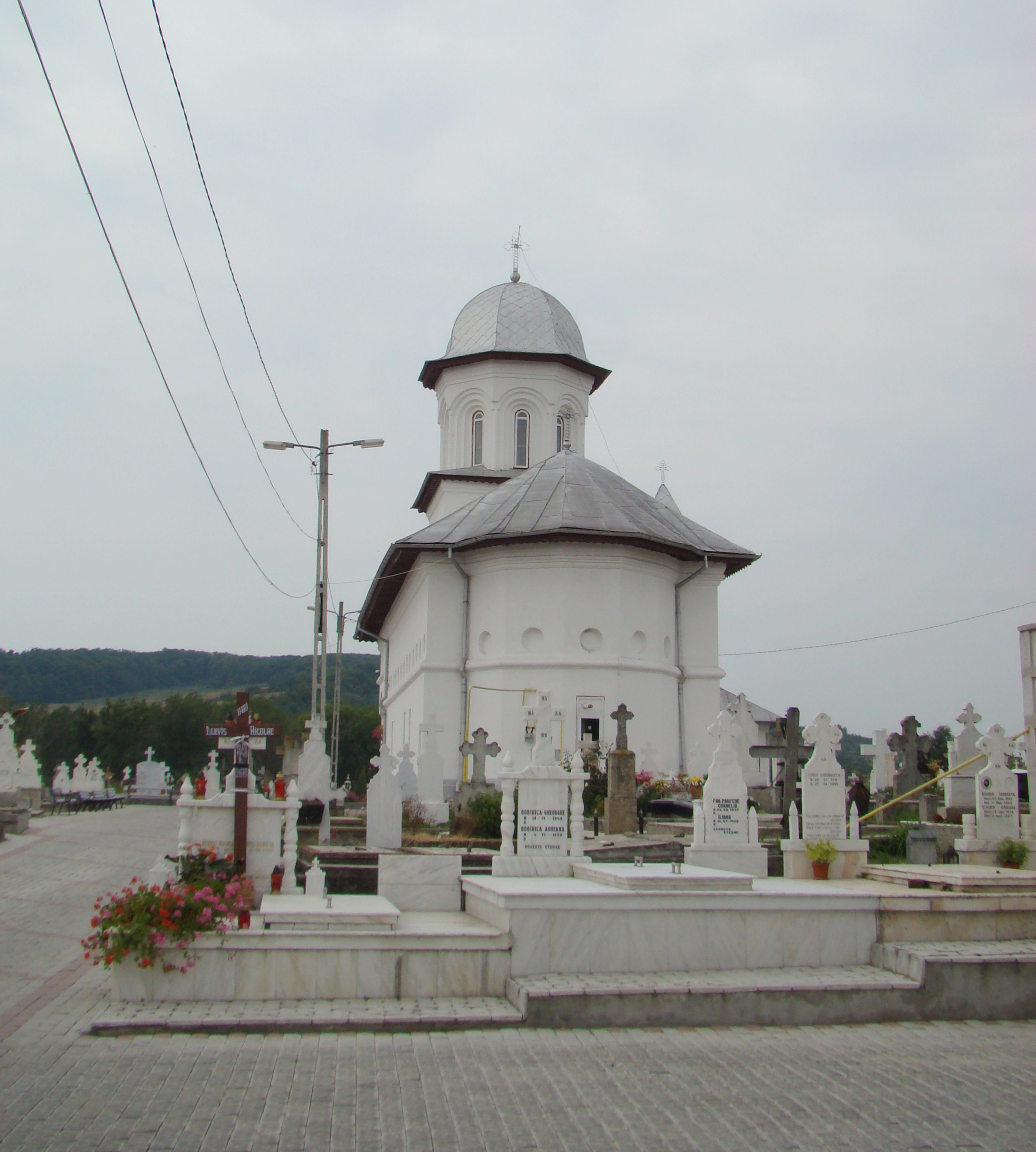
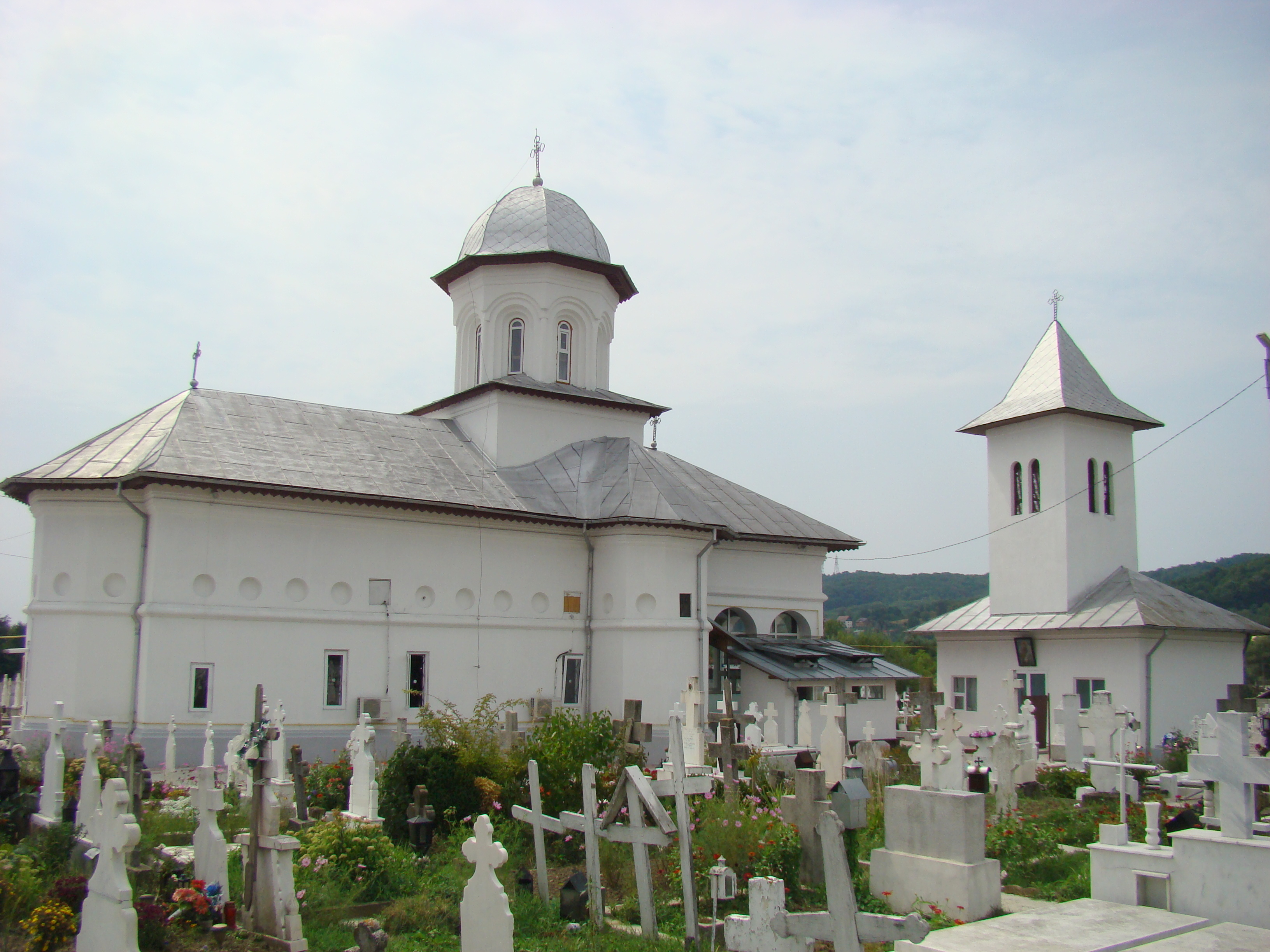
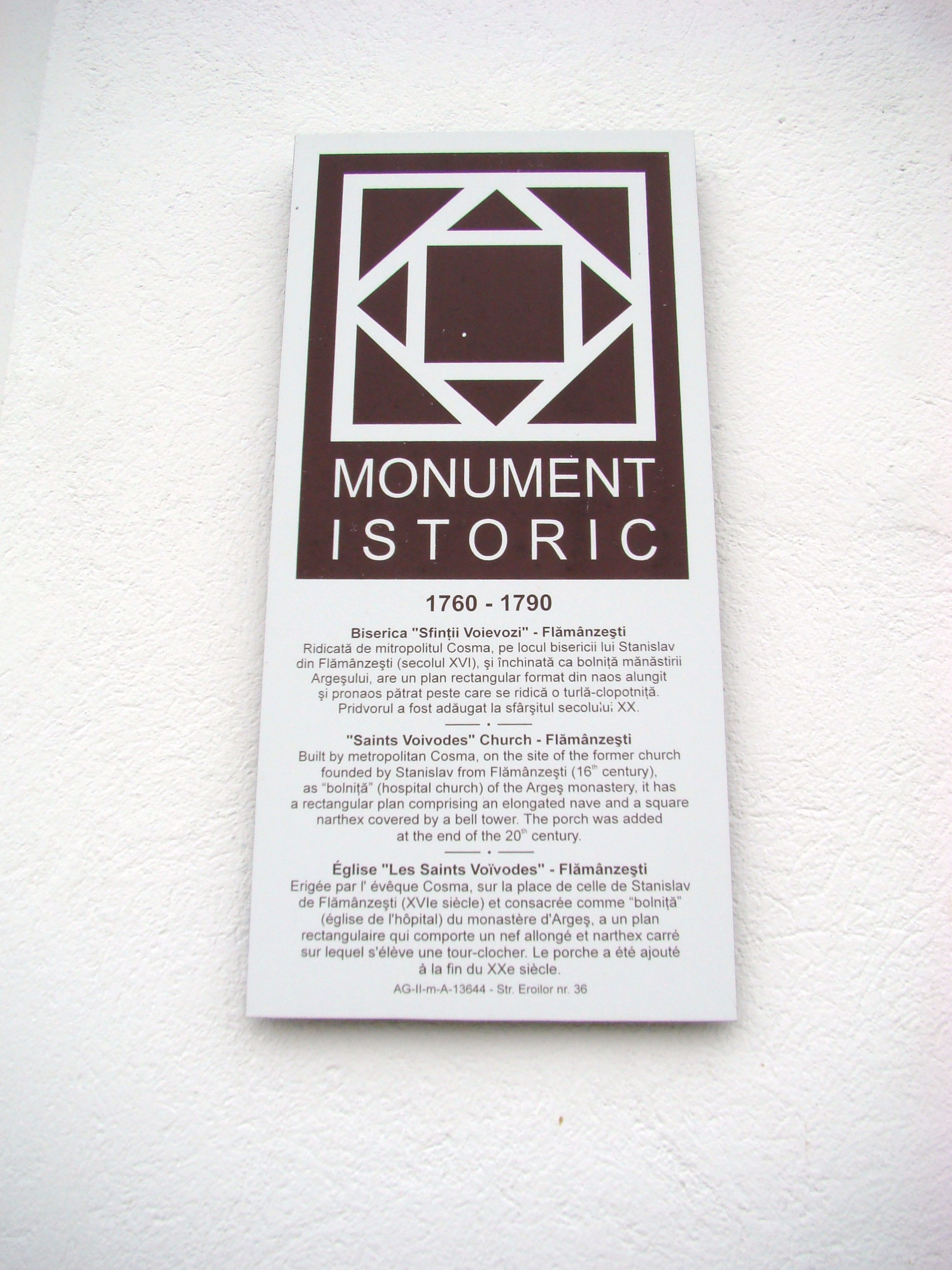
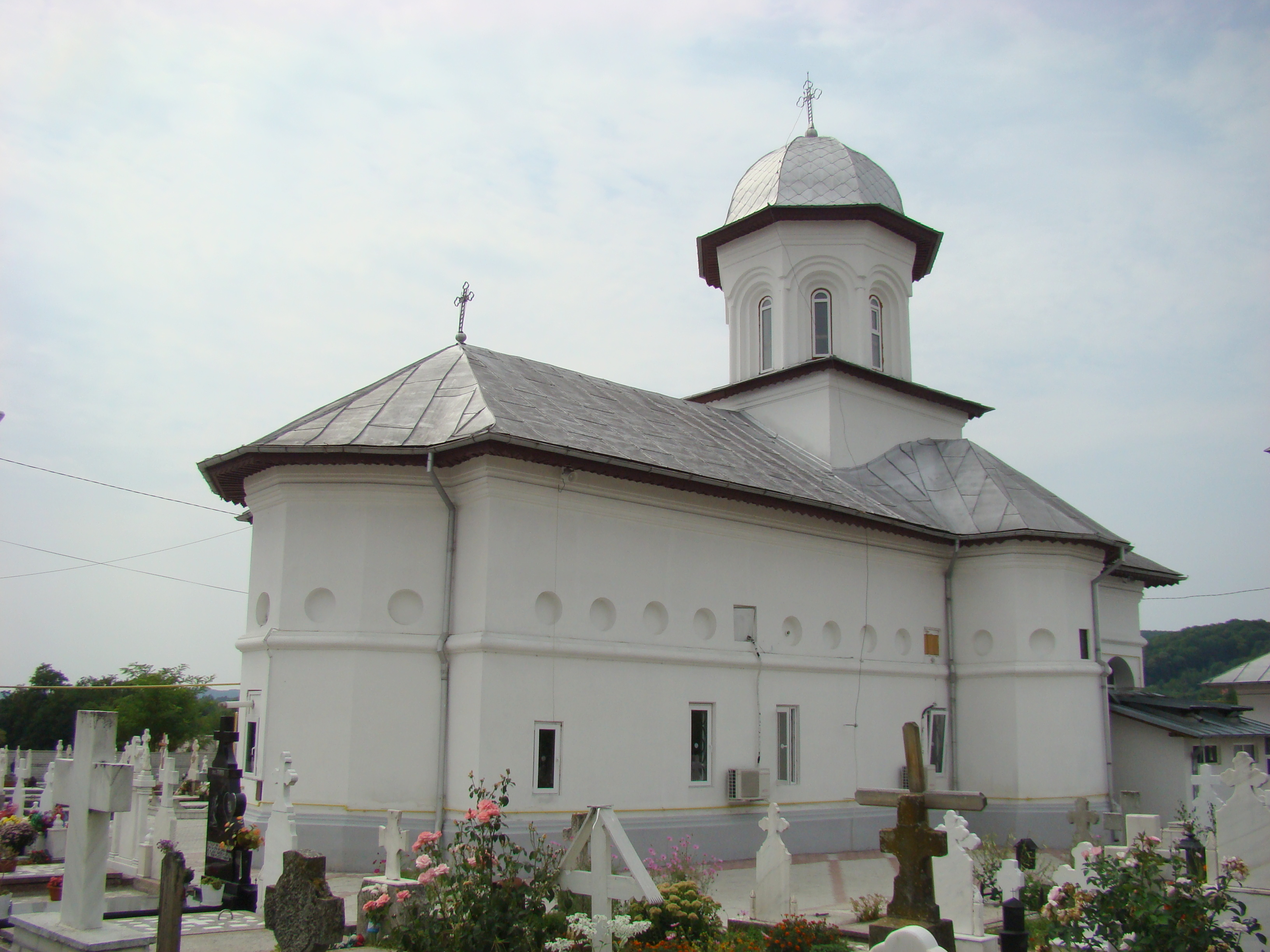
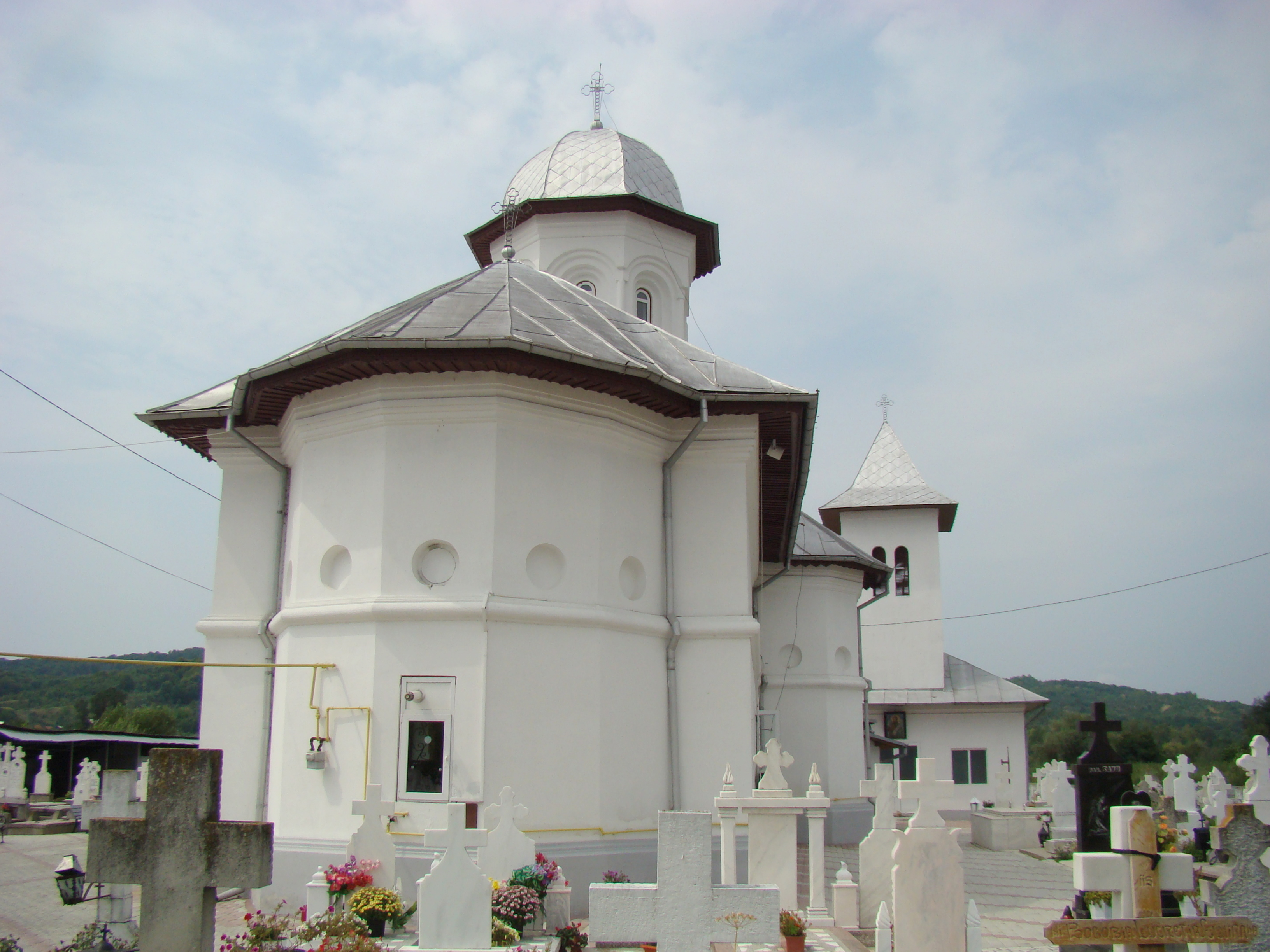
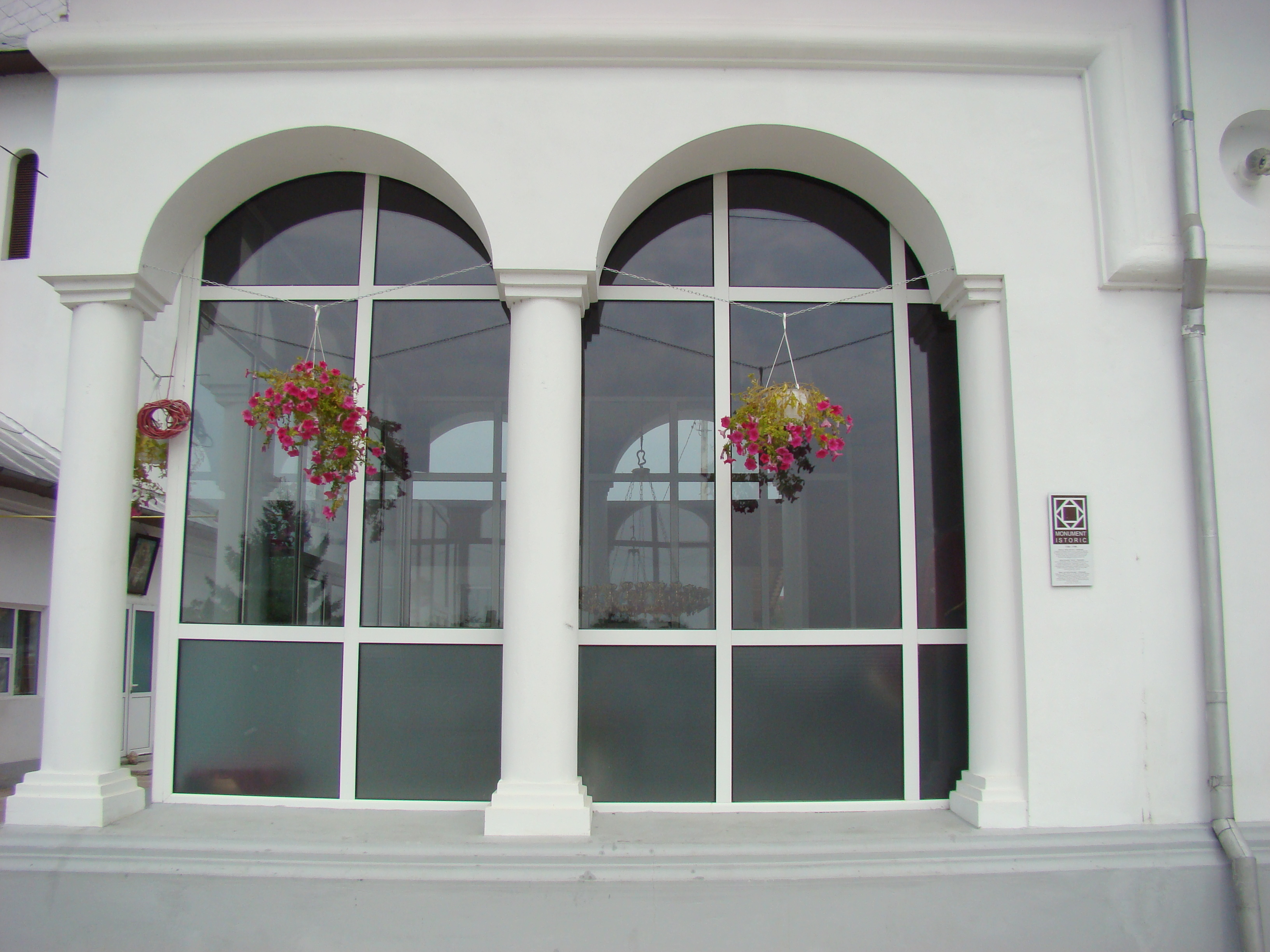
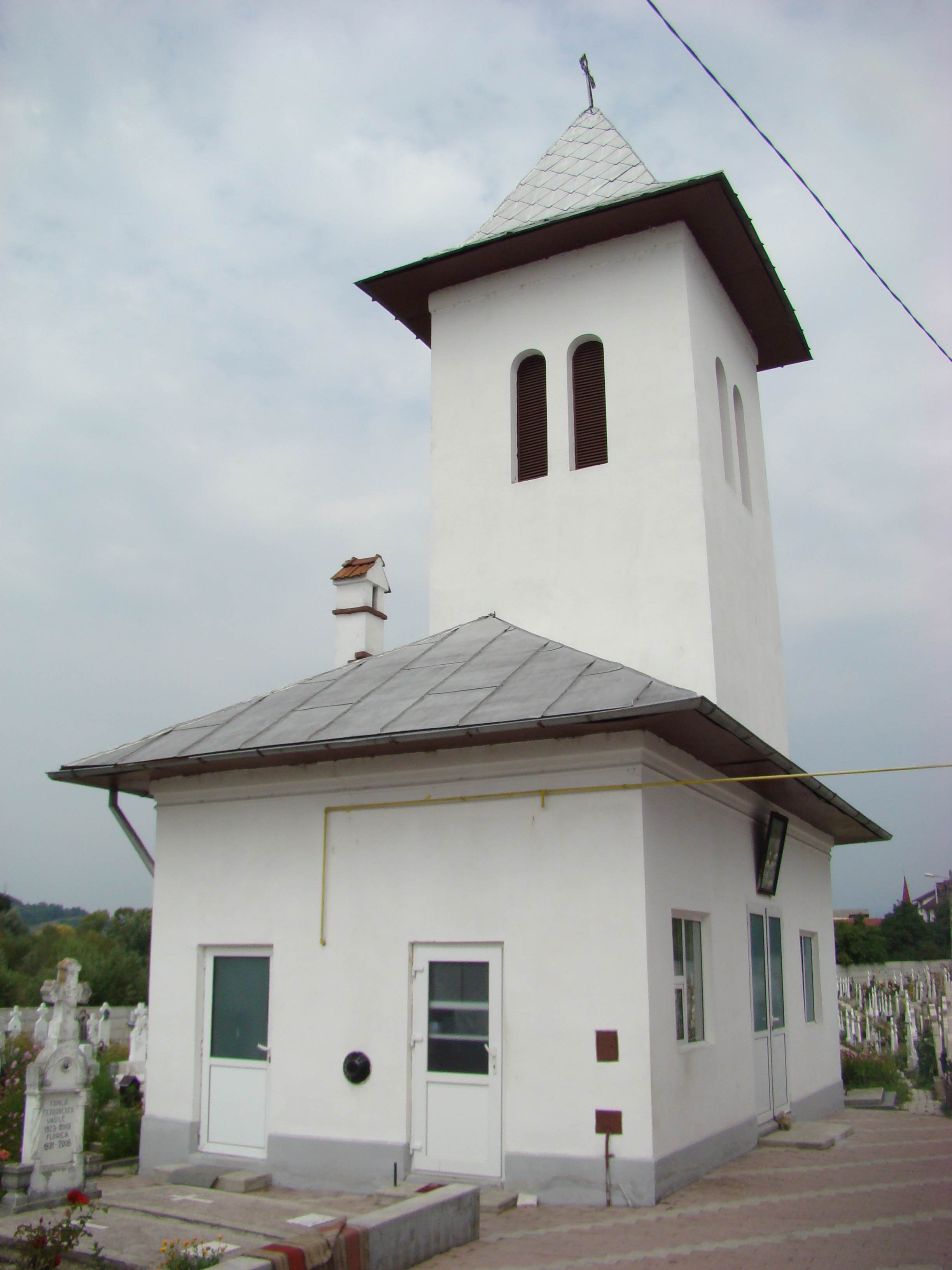
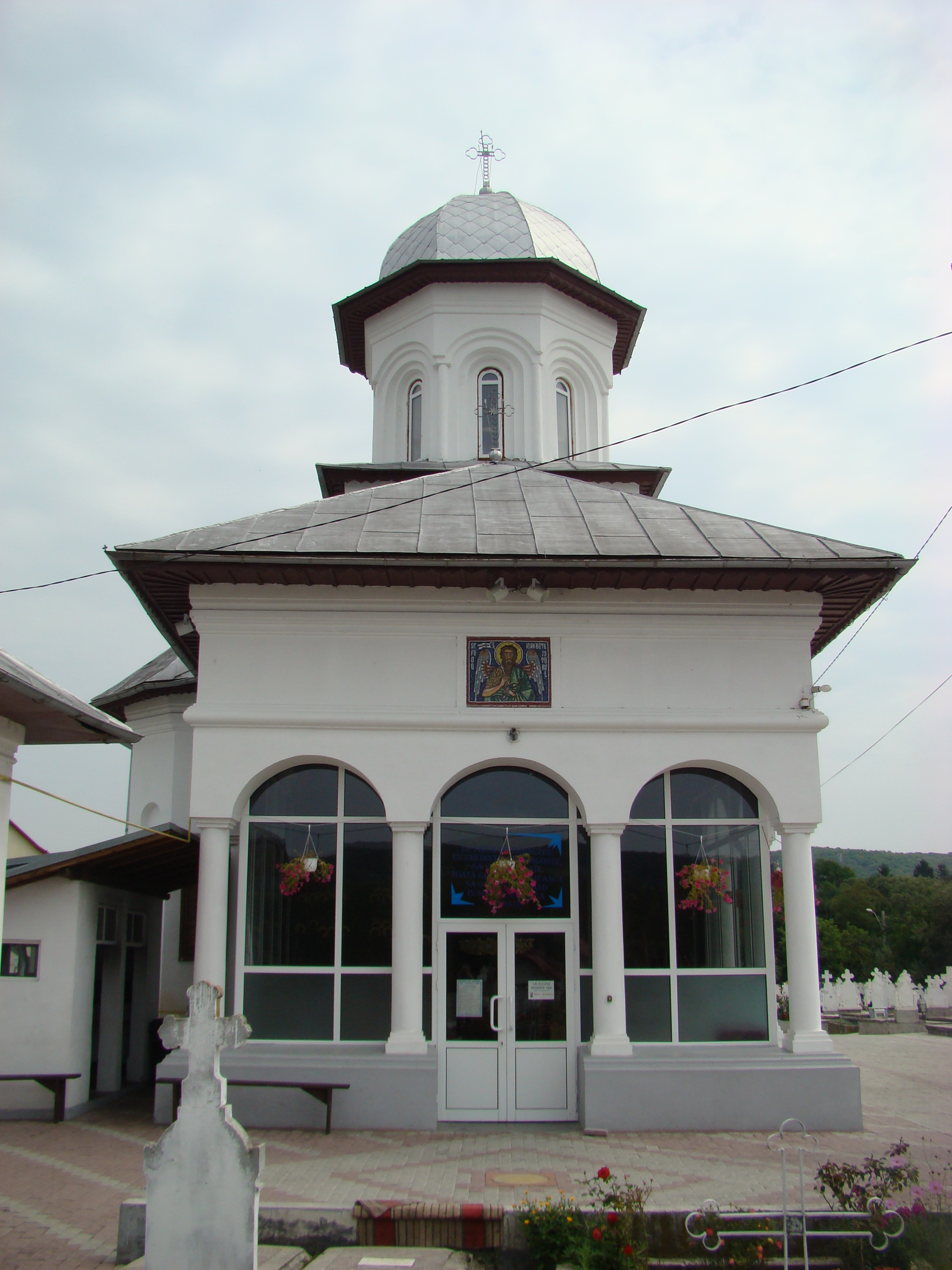
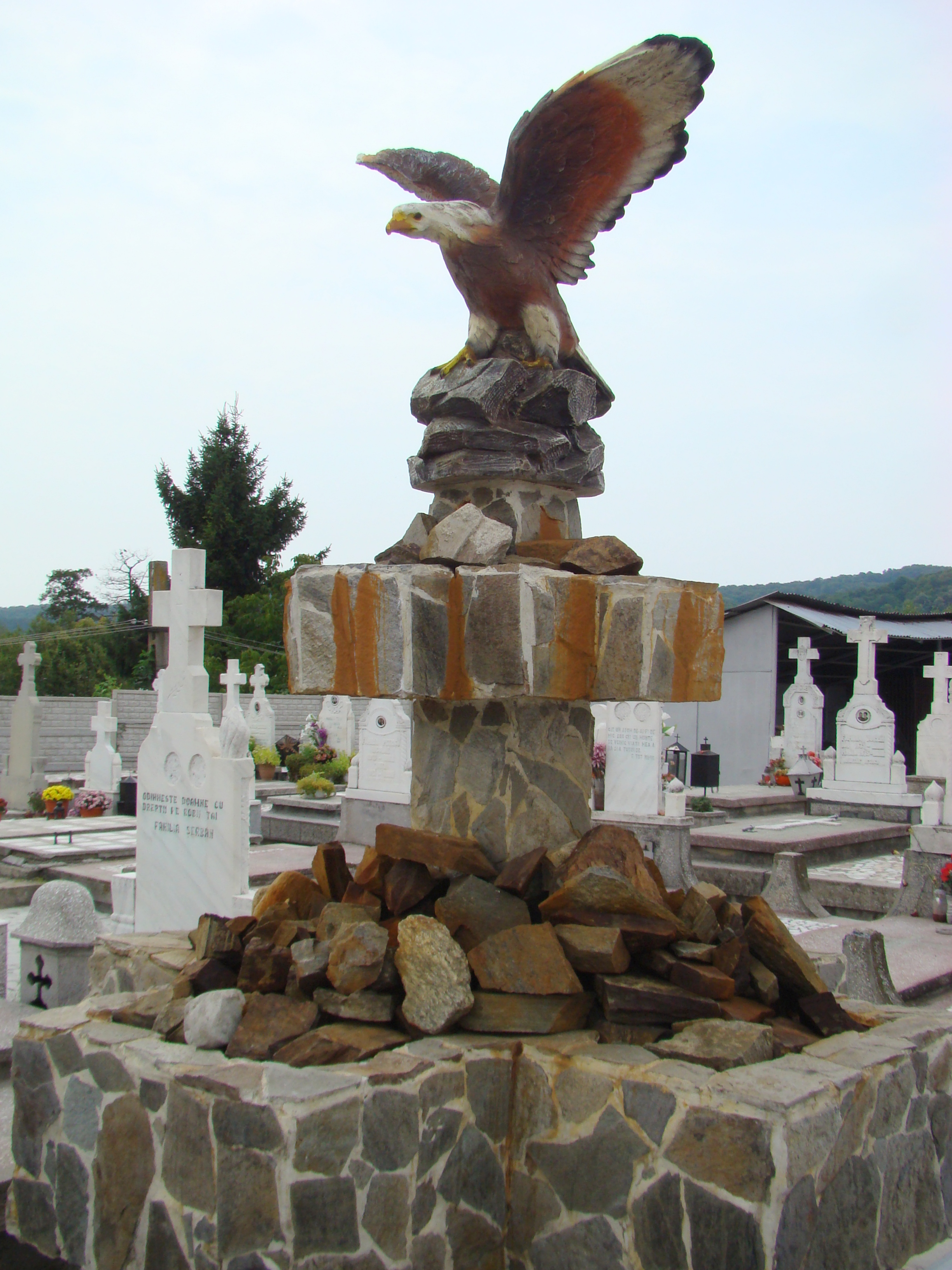
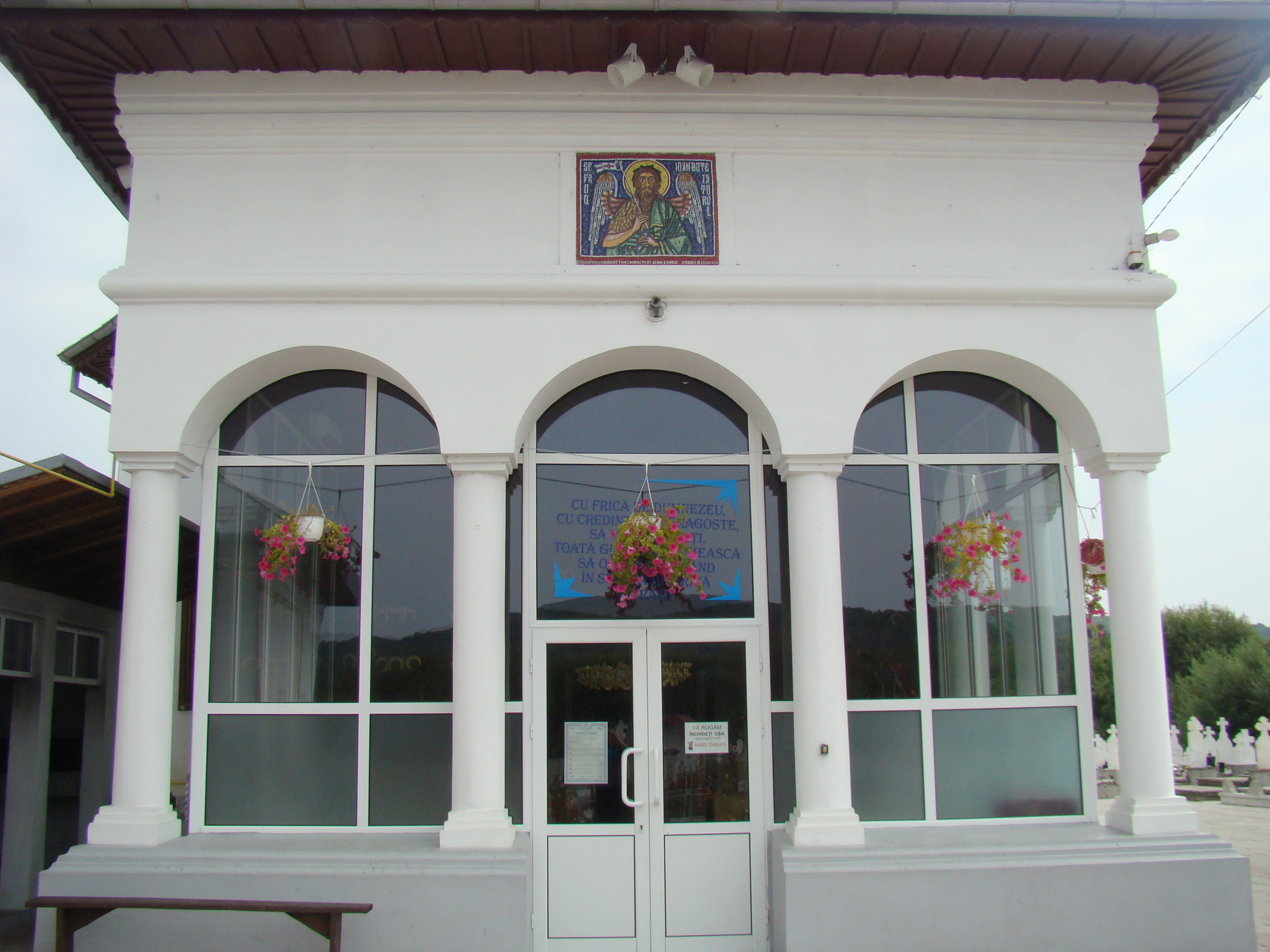
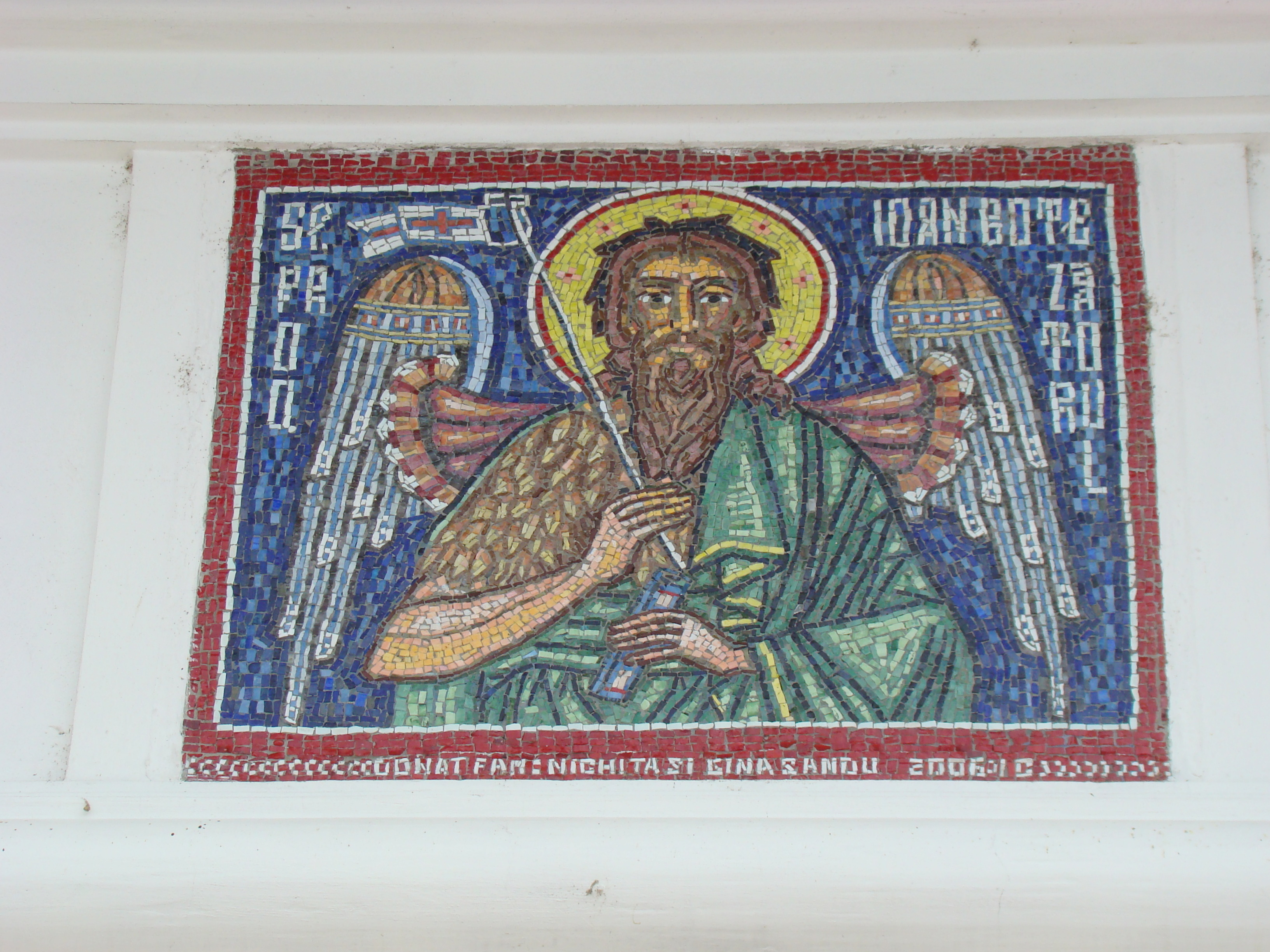
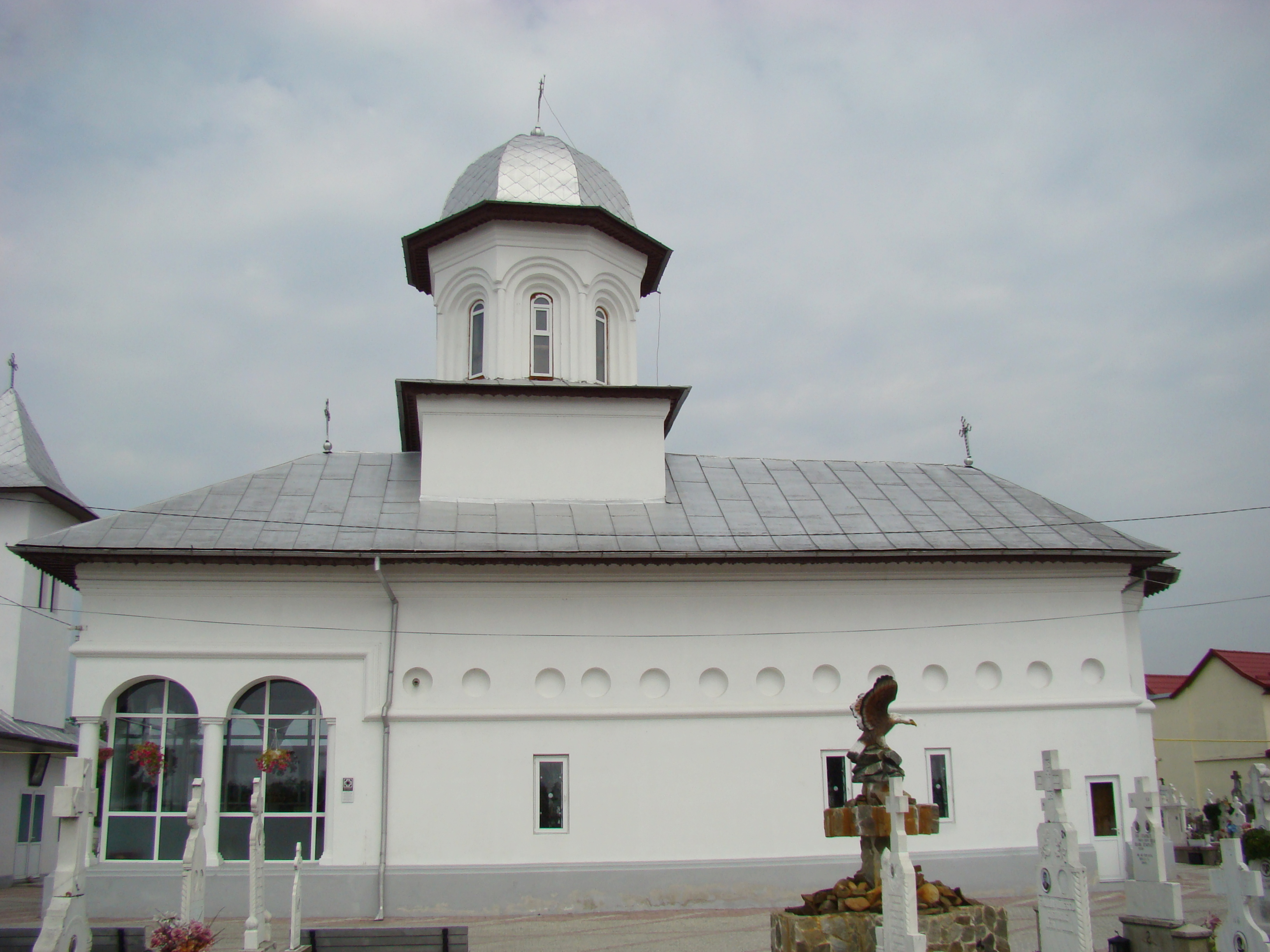
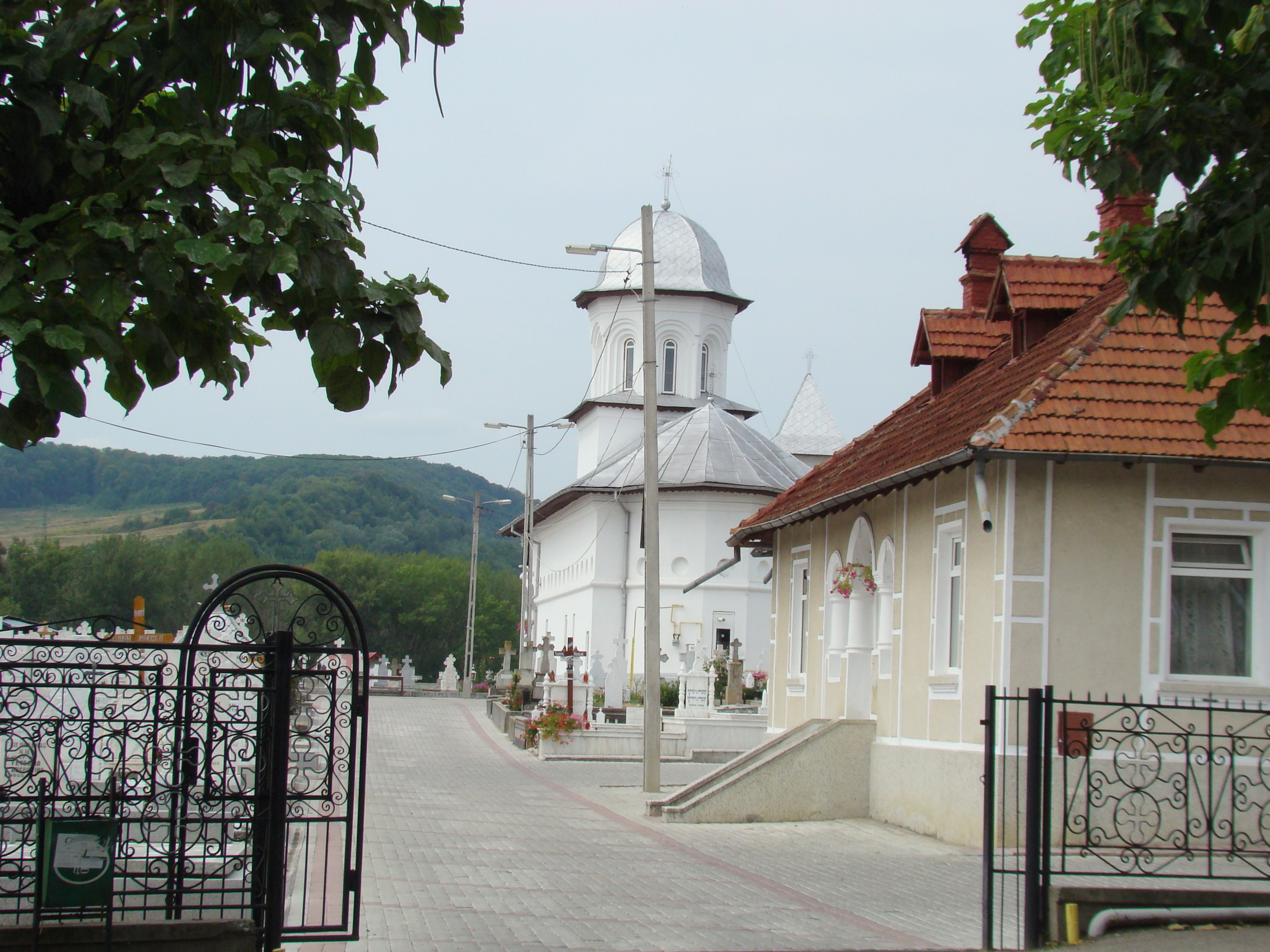

## Imagini din interior

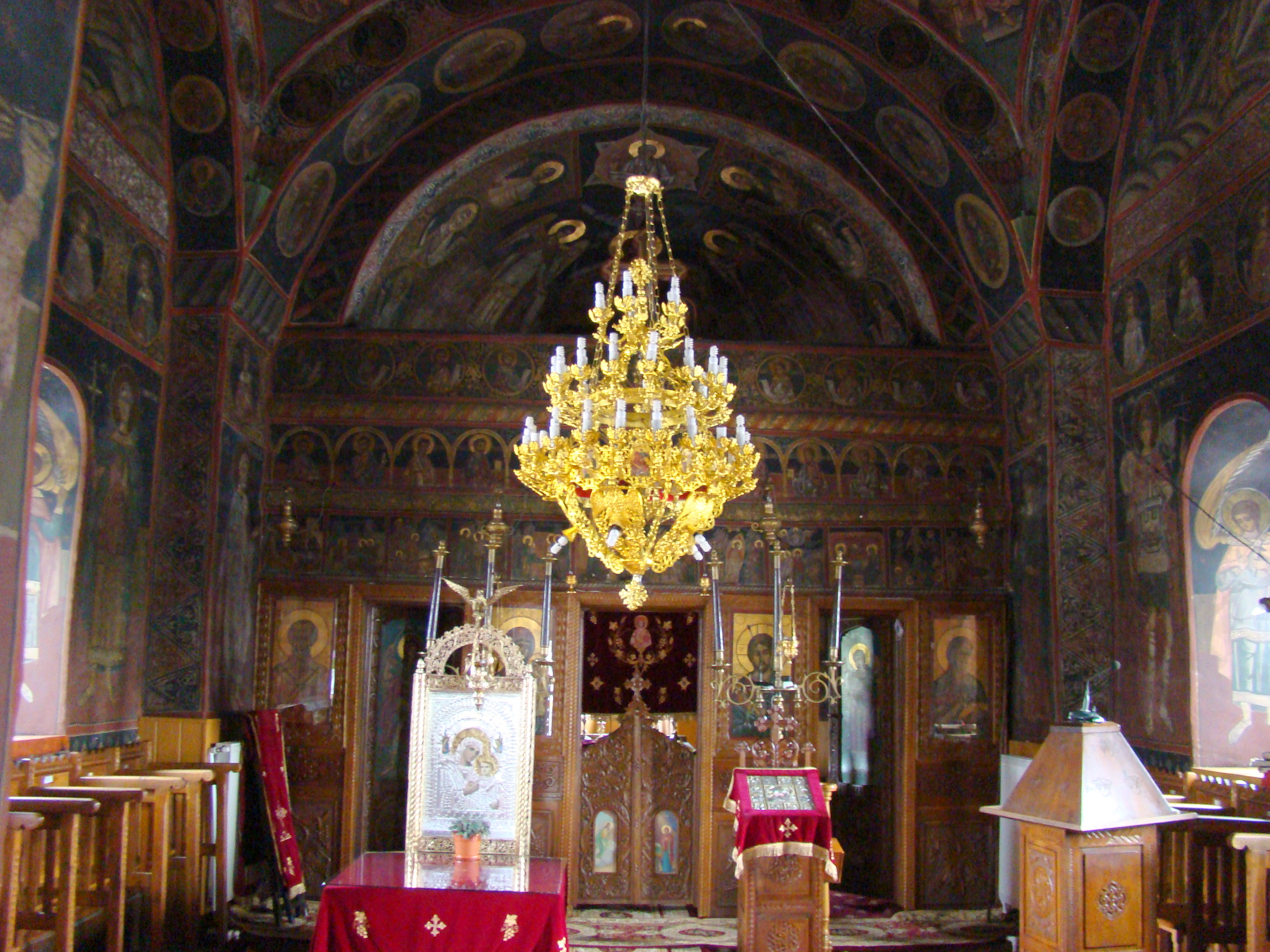
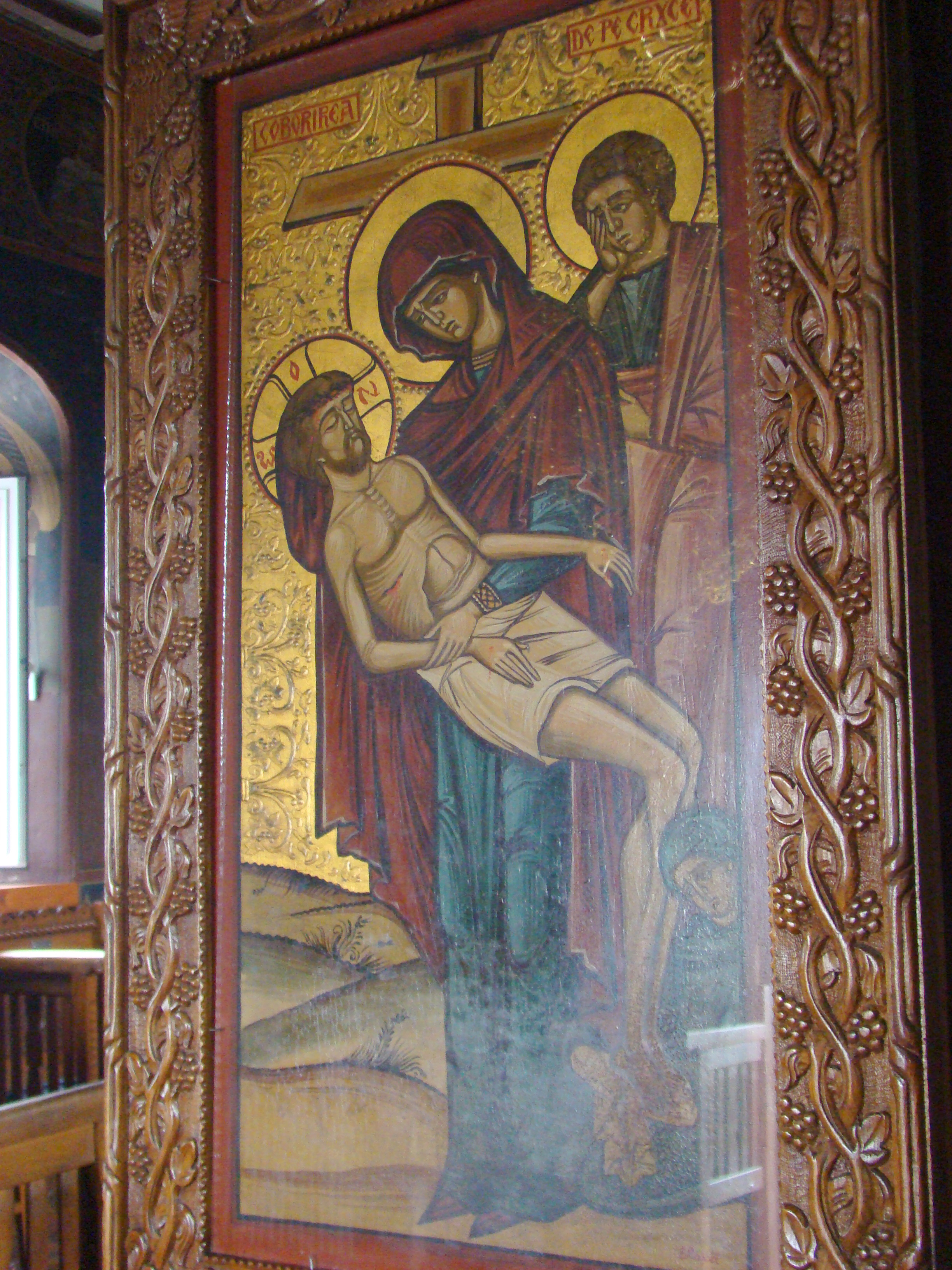
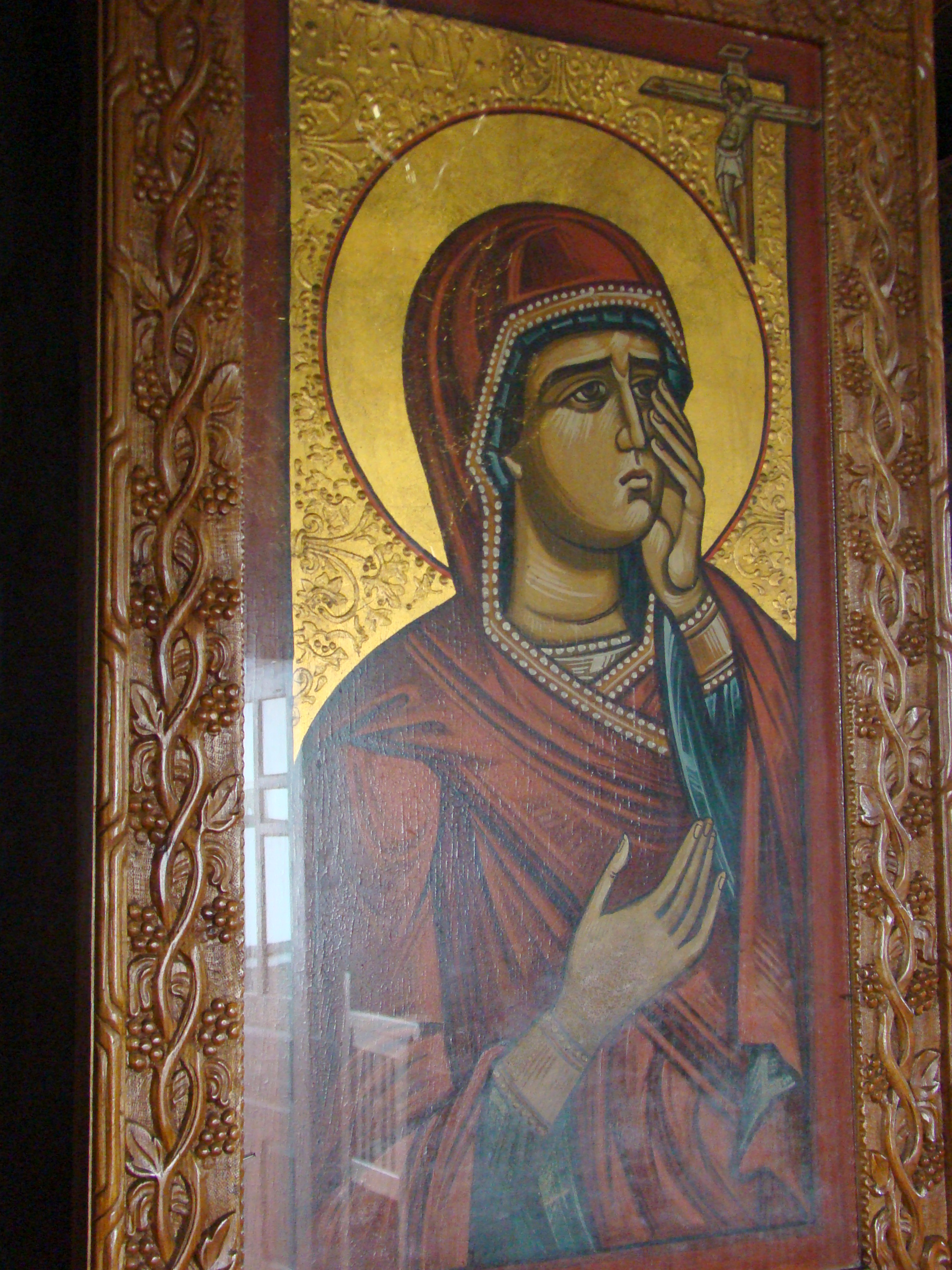
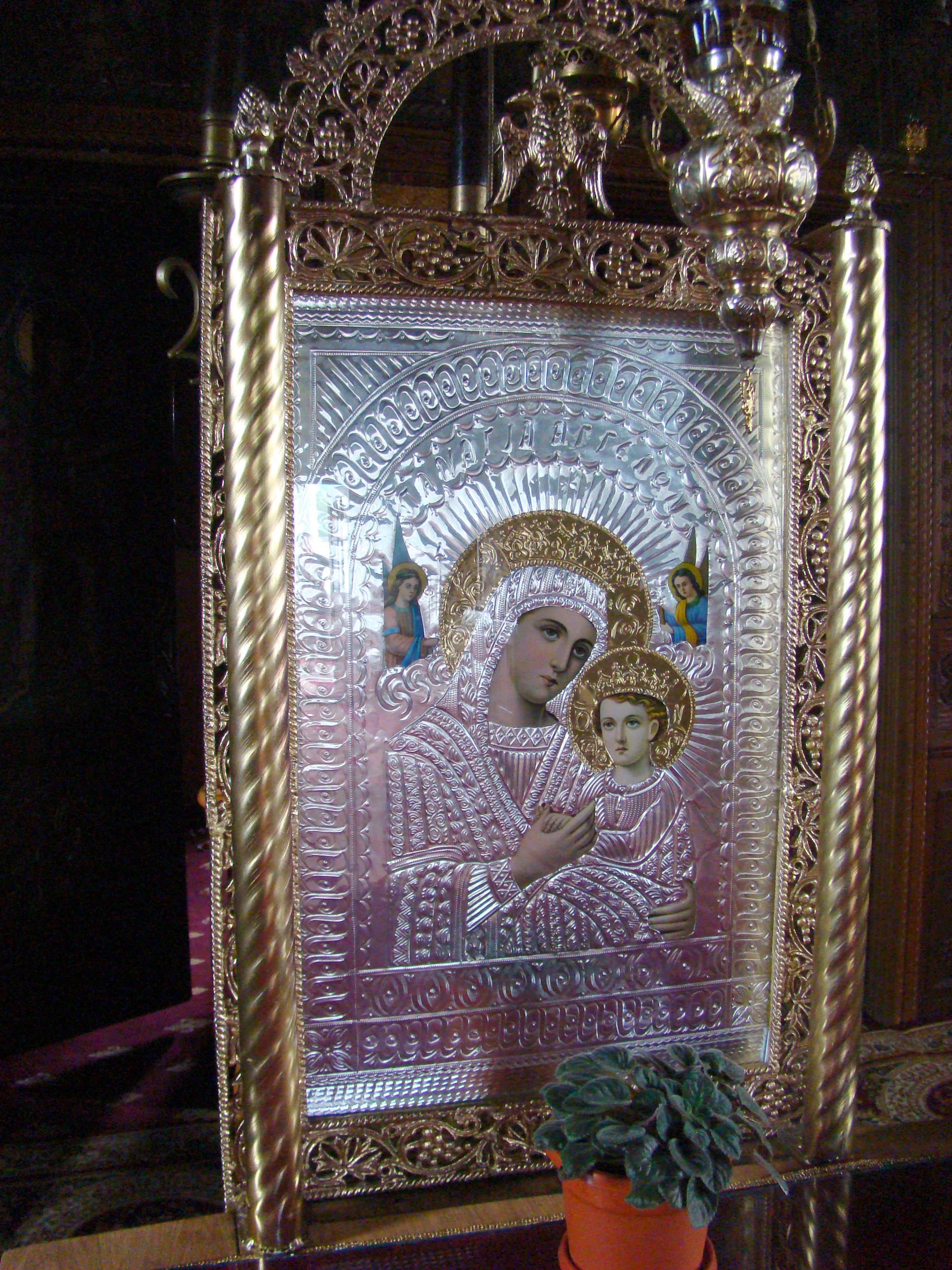
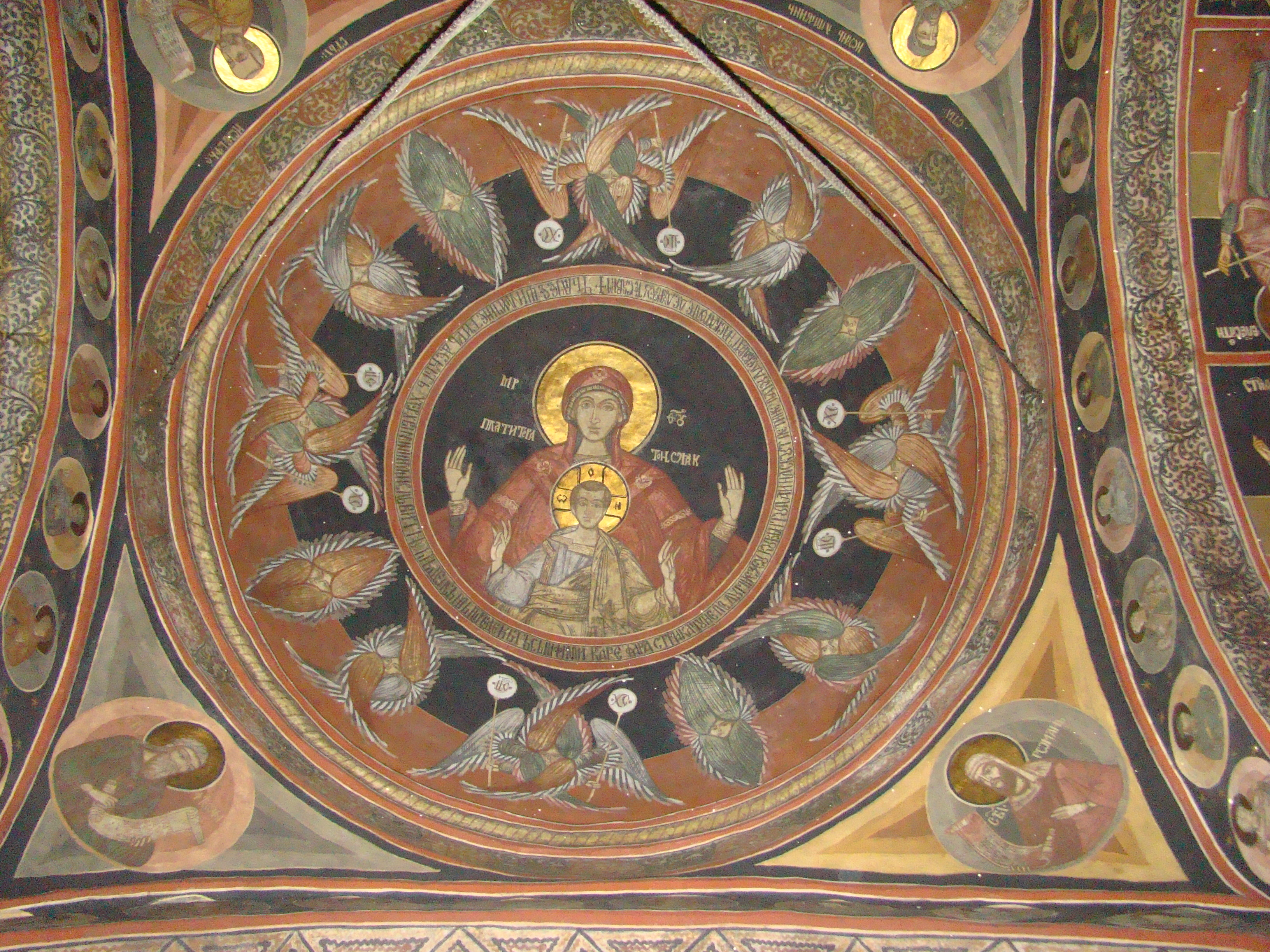
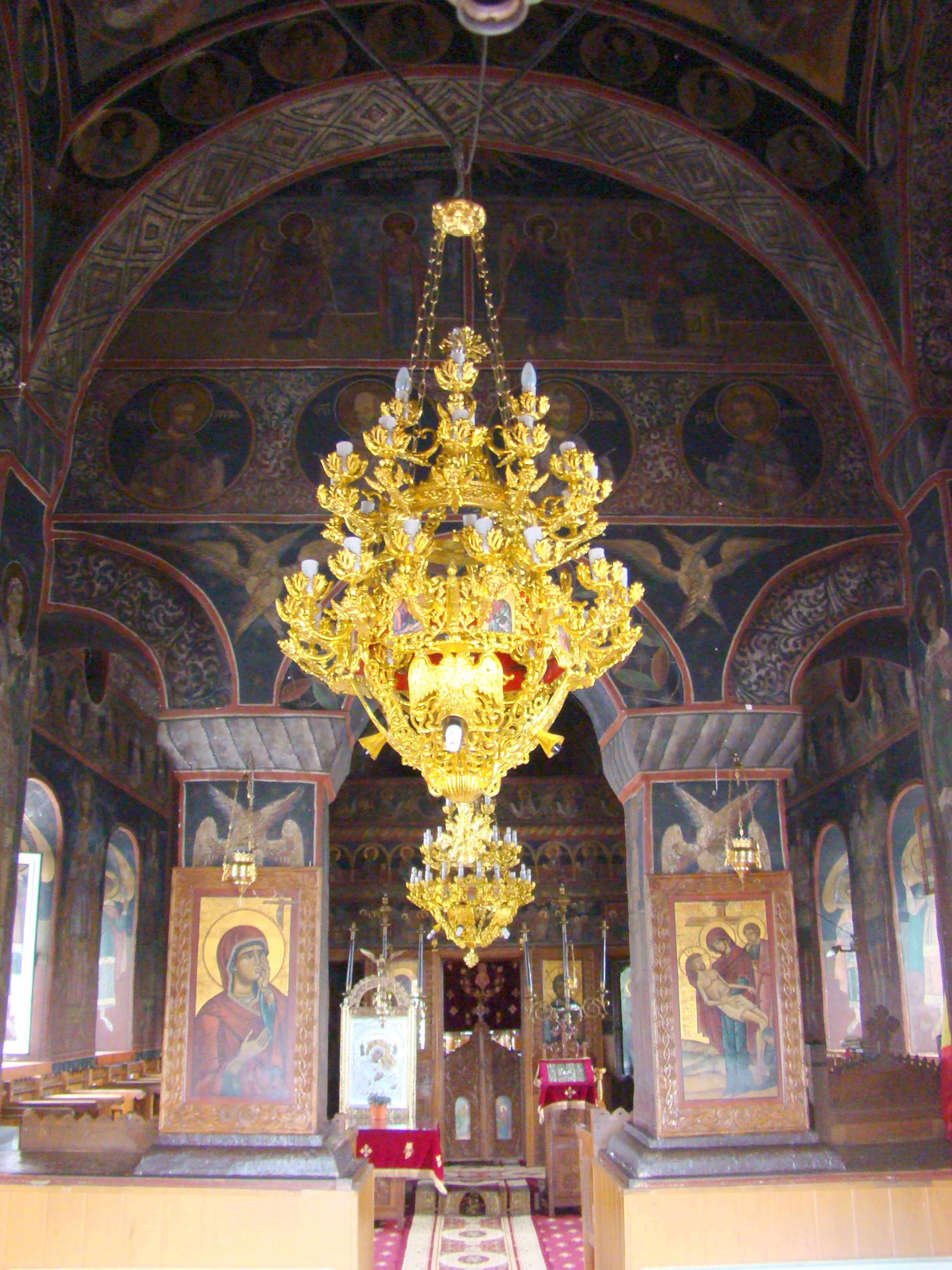
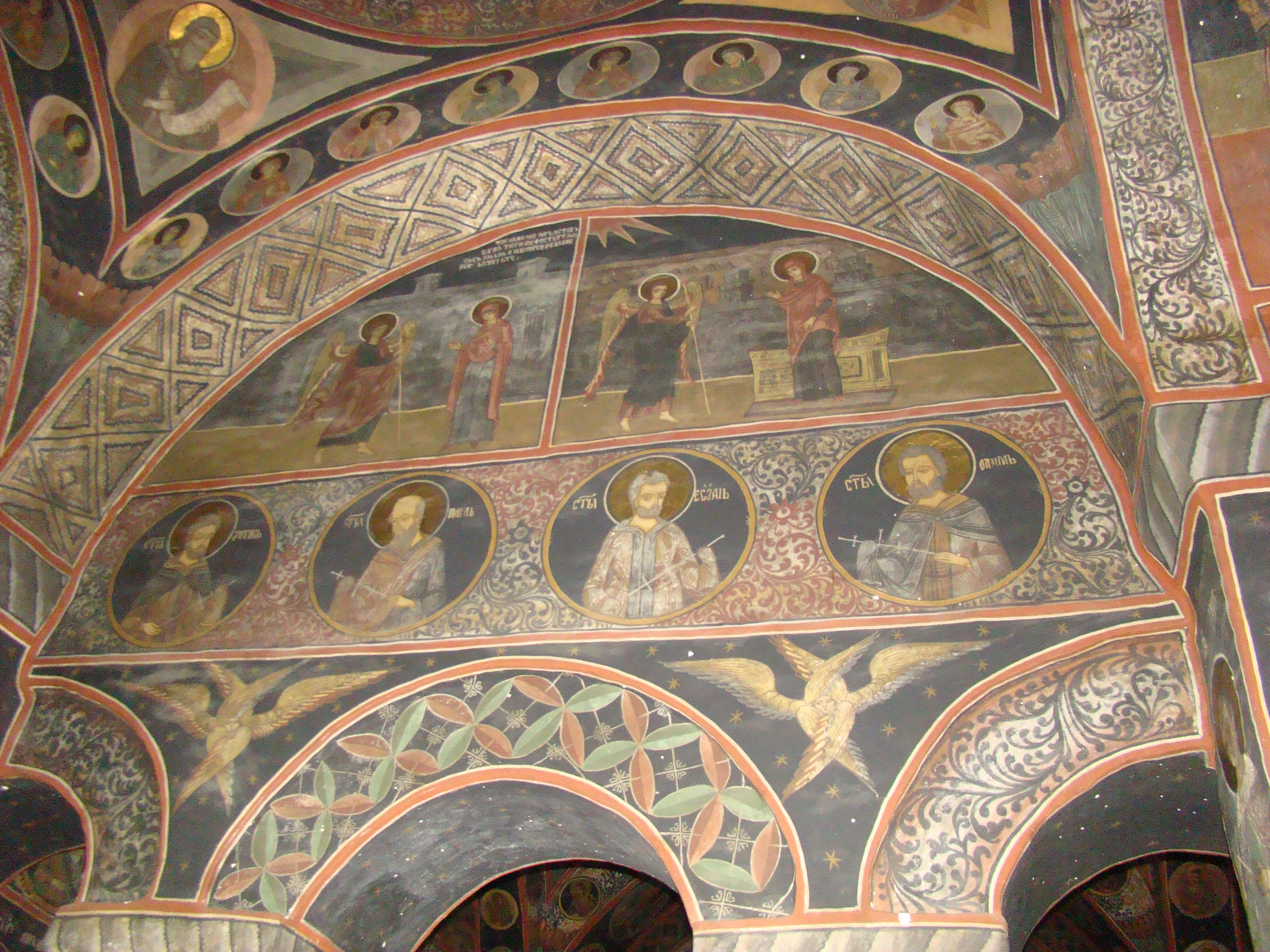
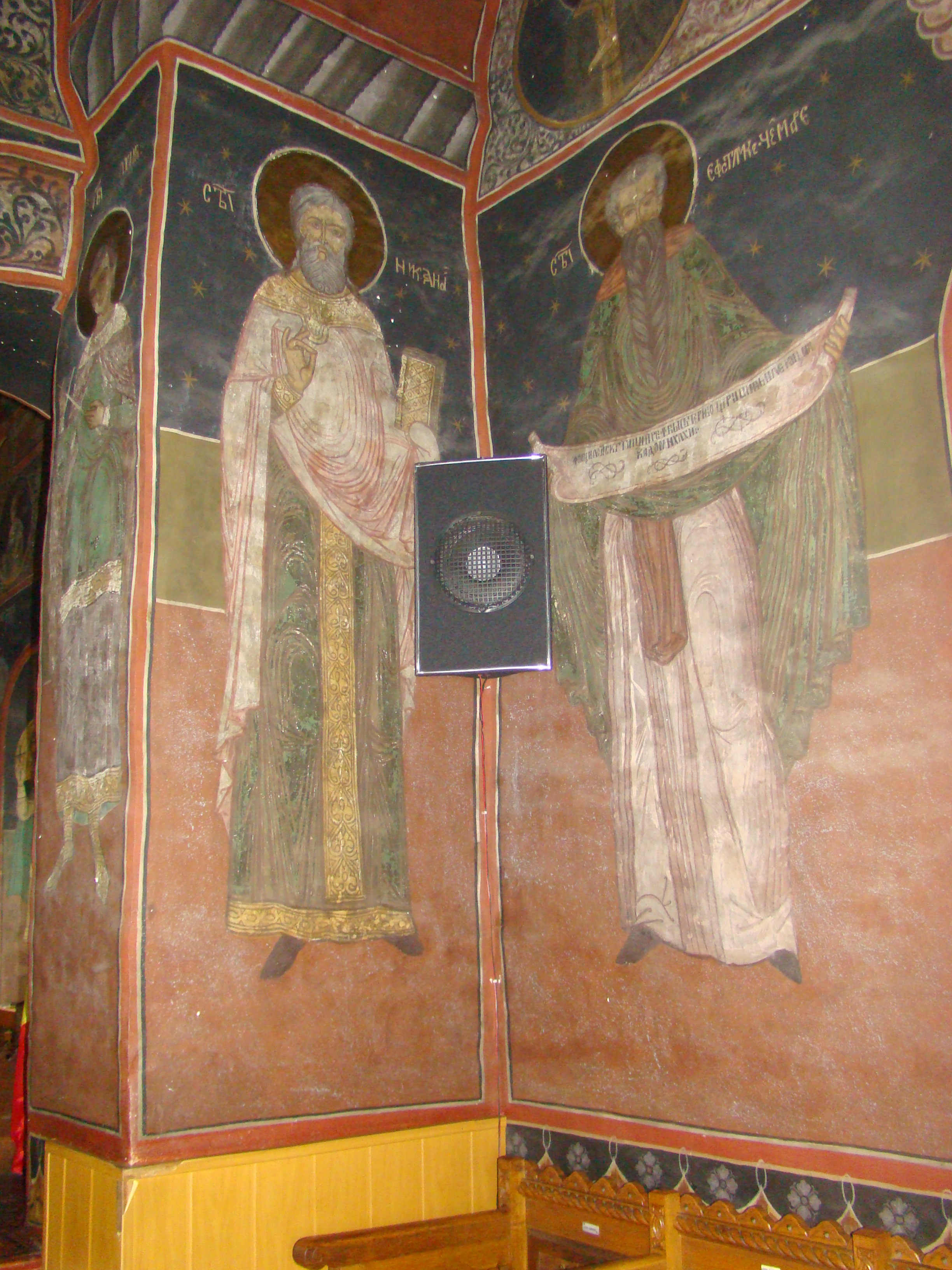
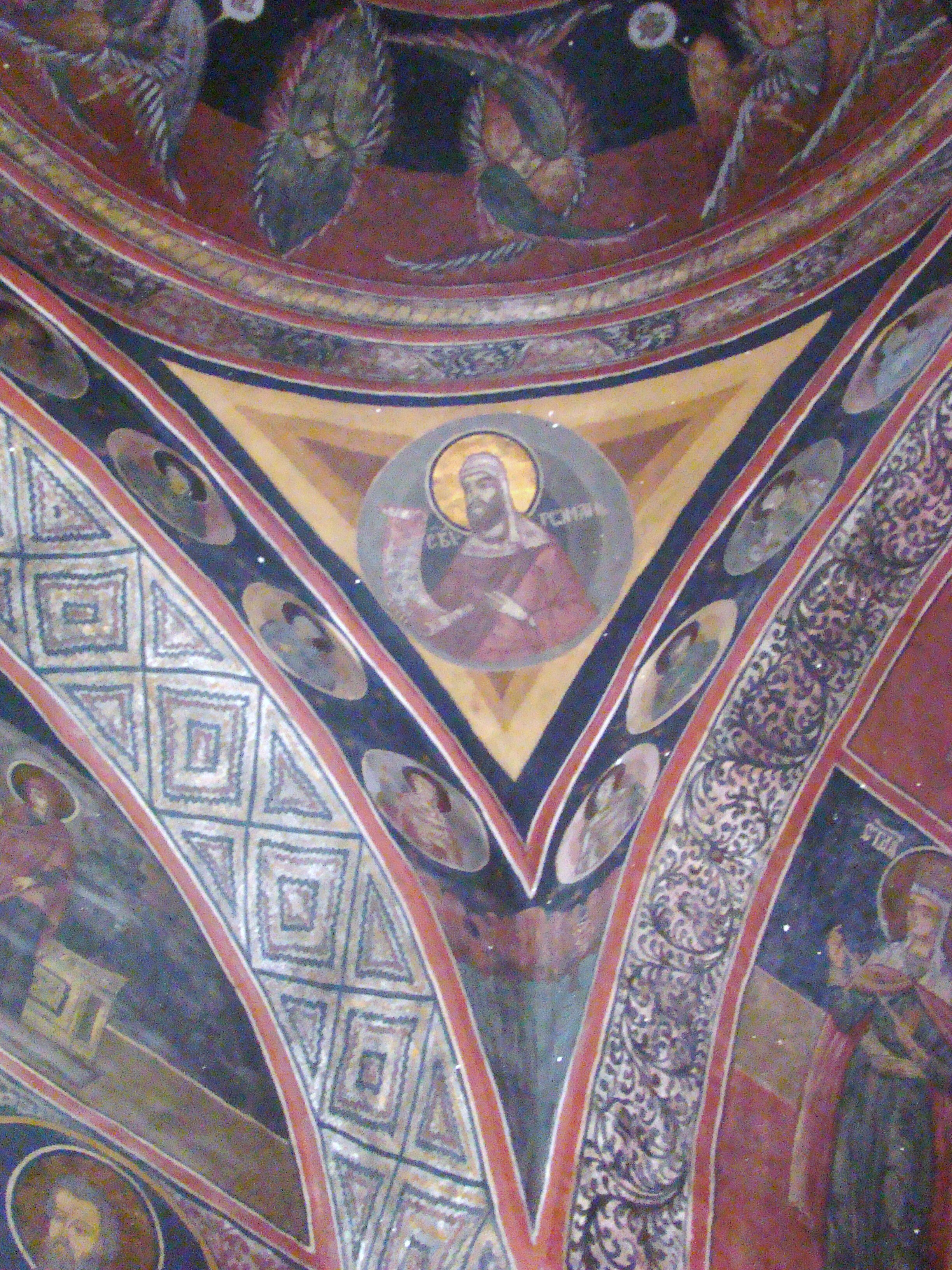
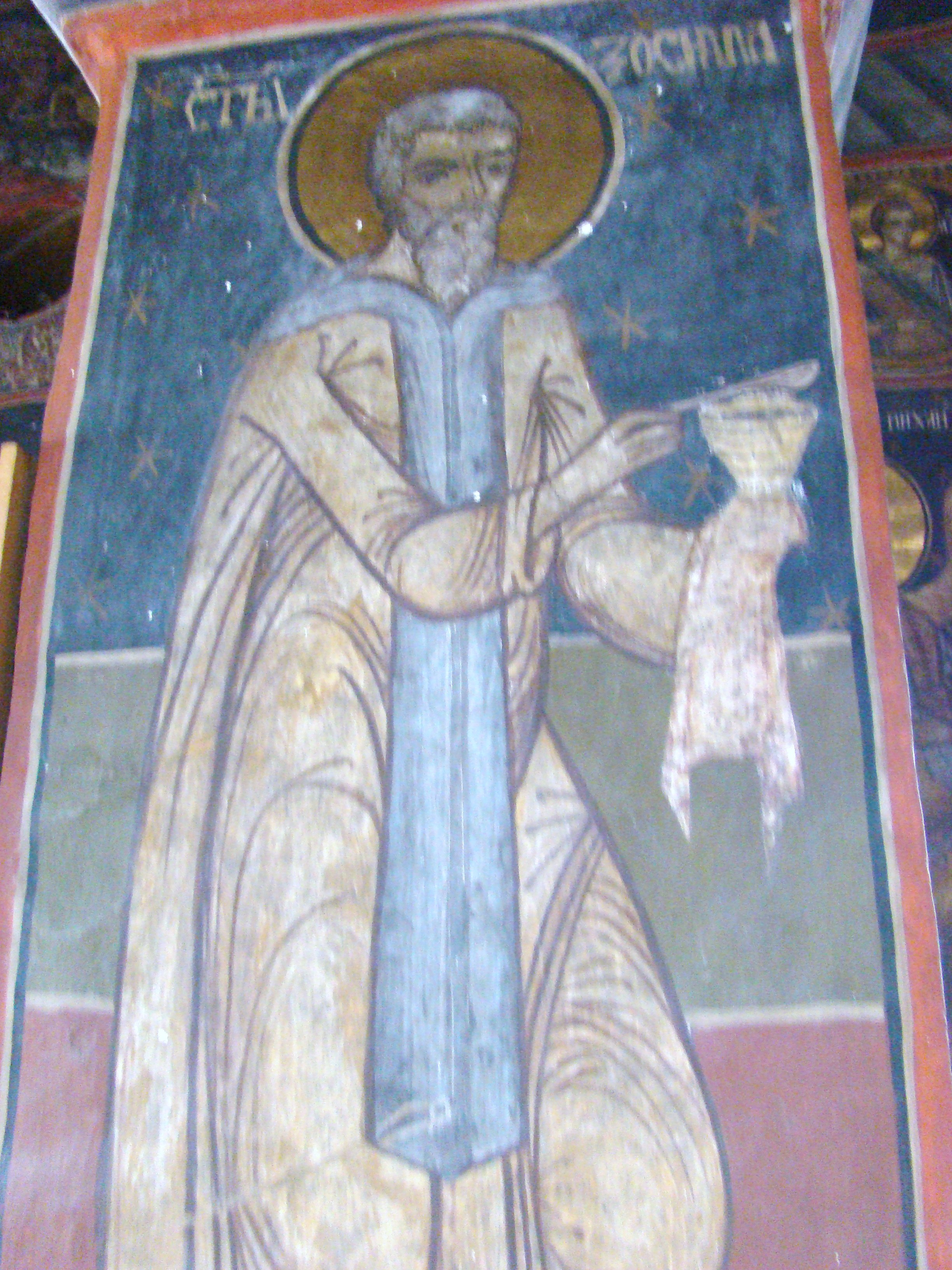
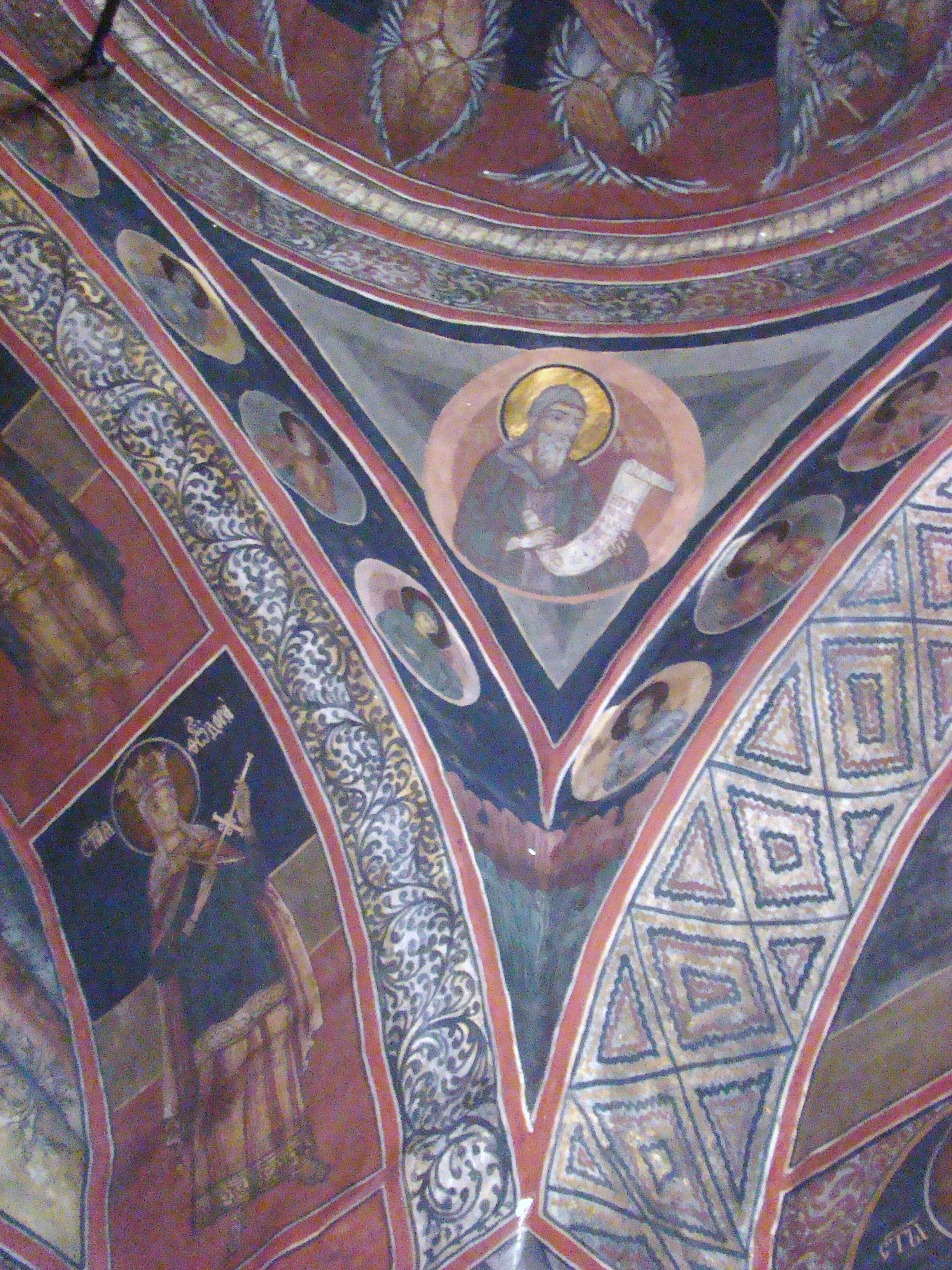
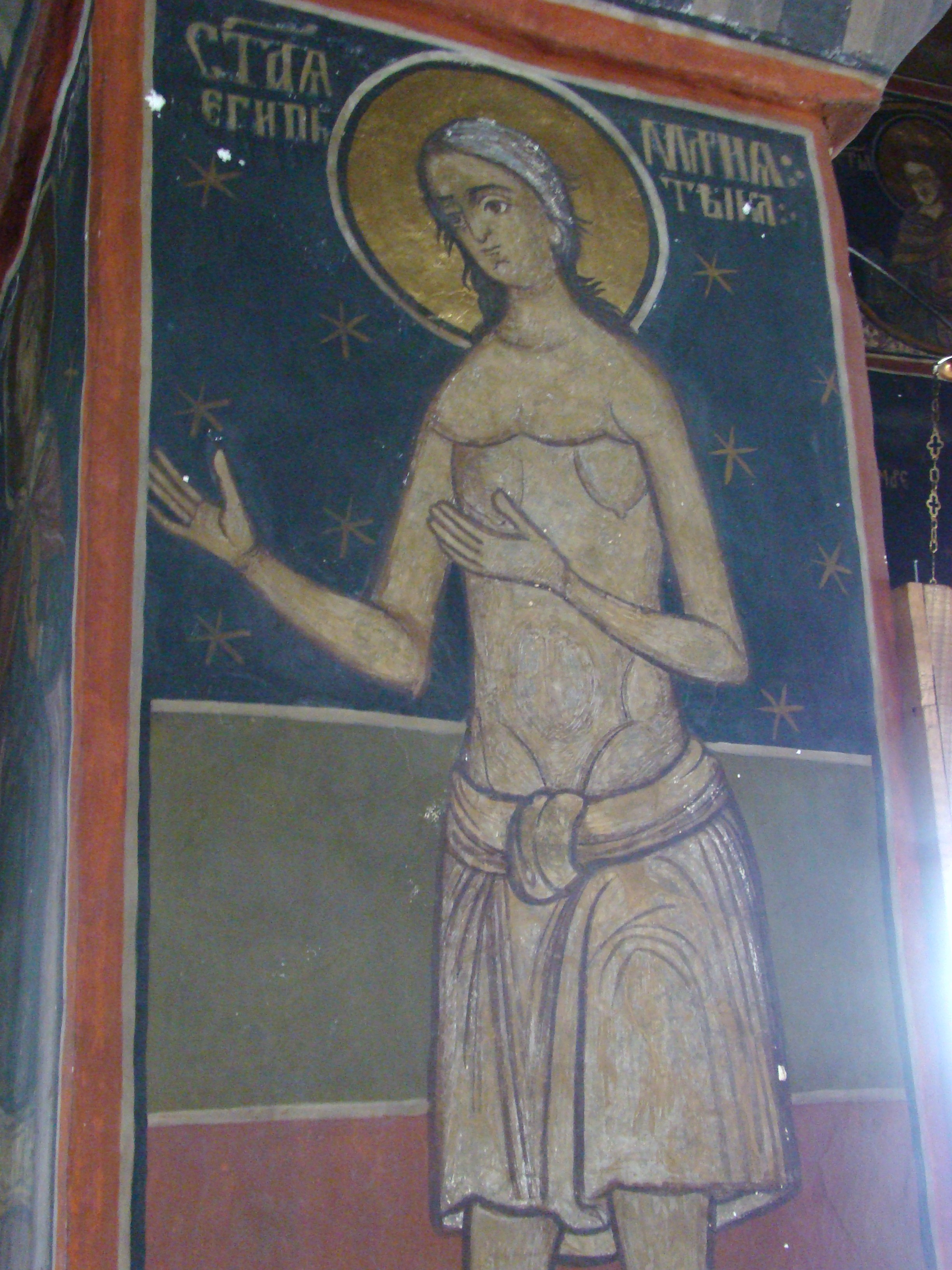
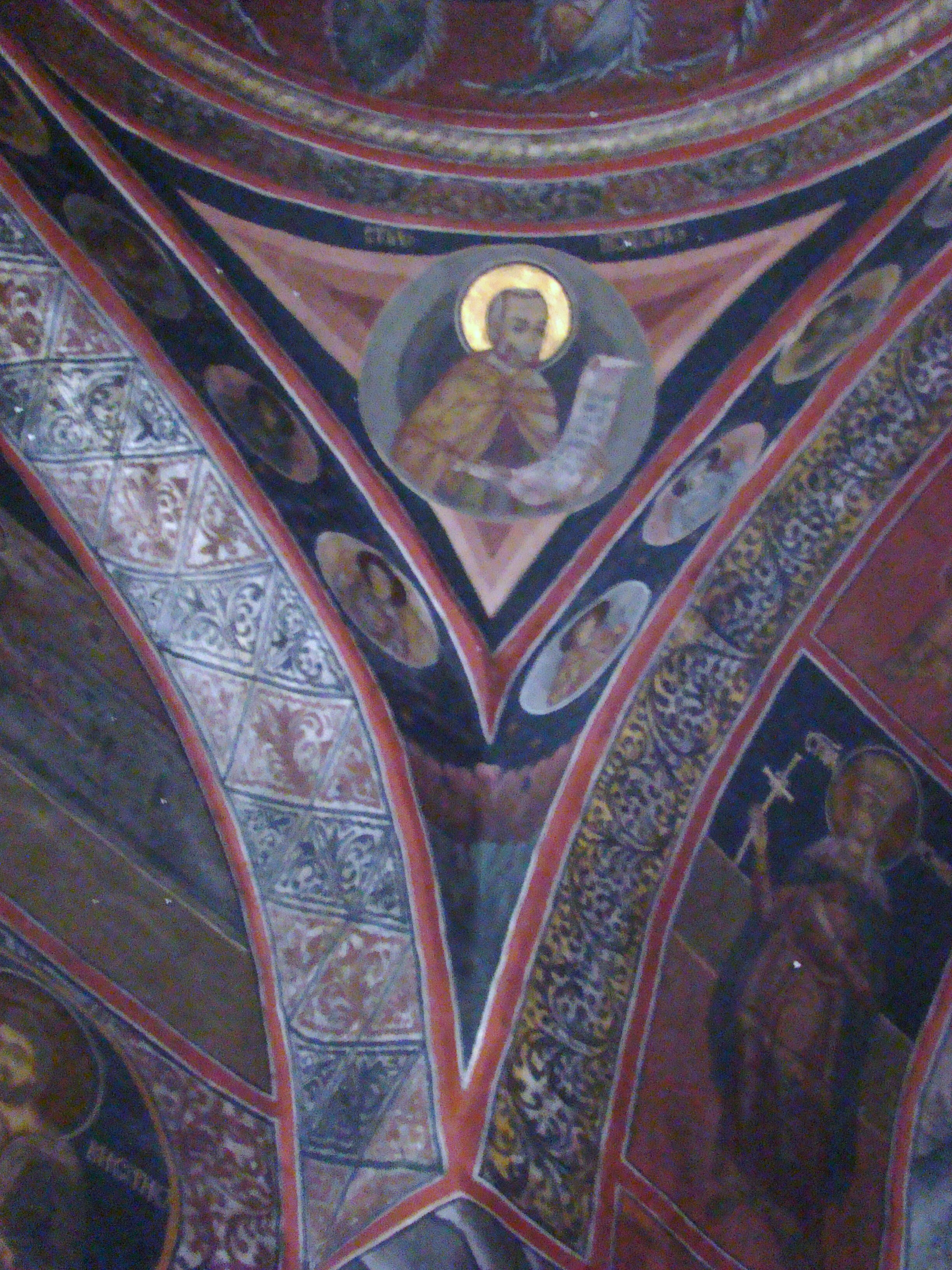
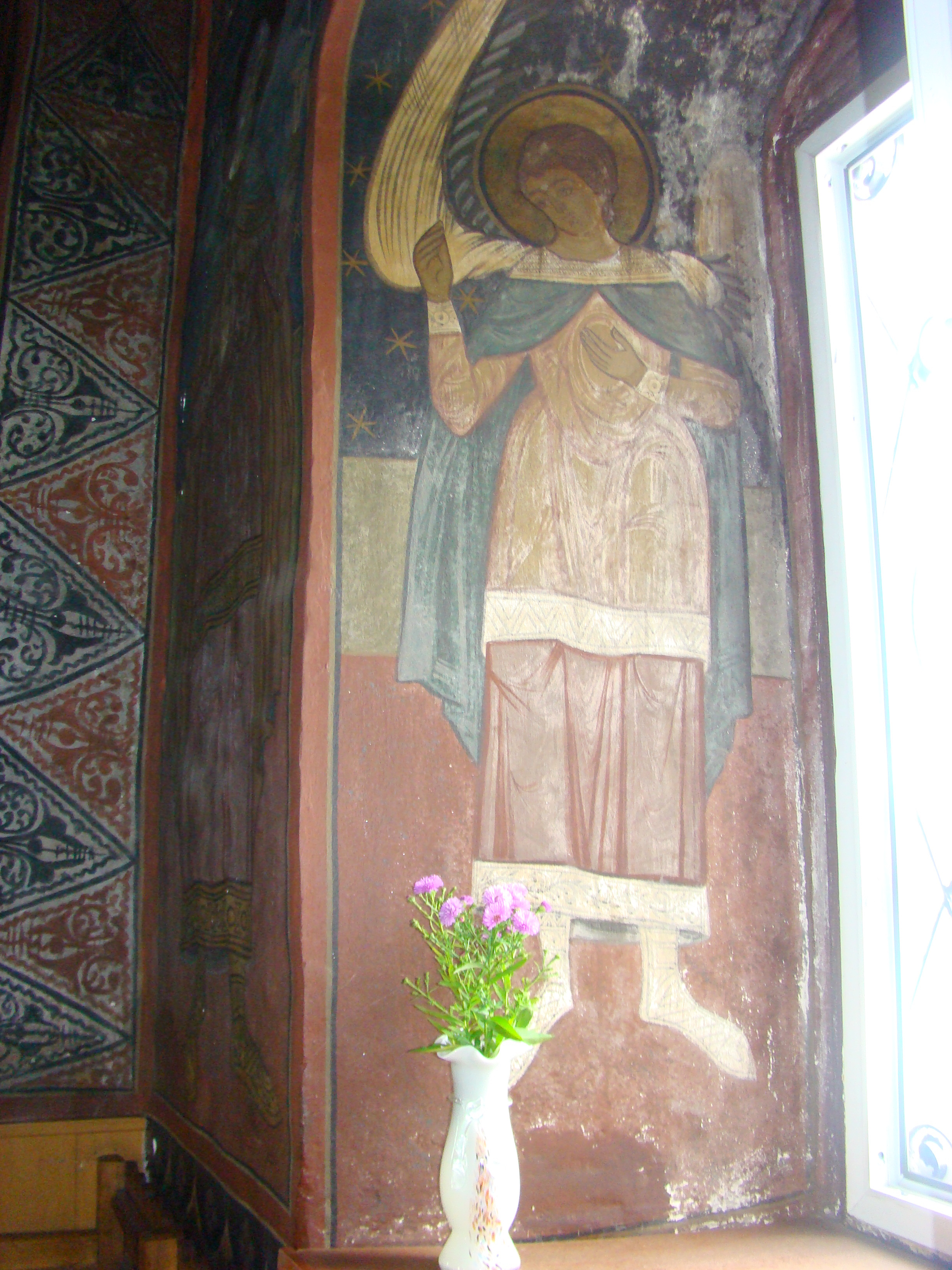
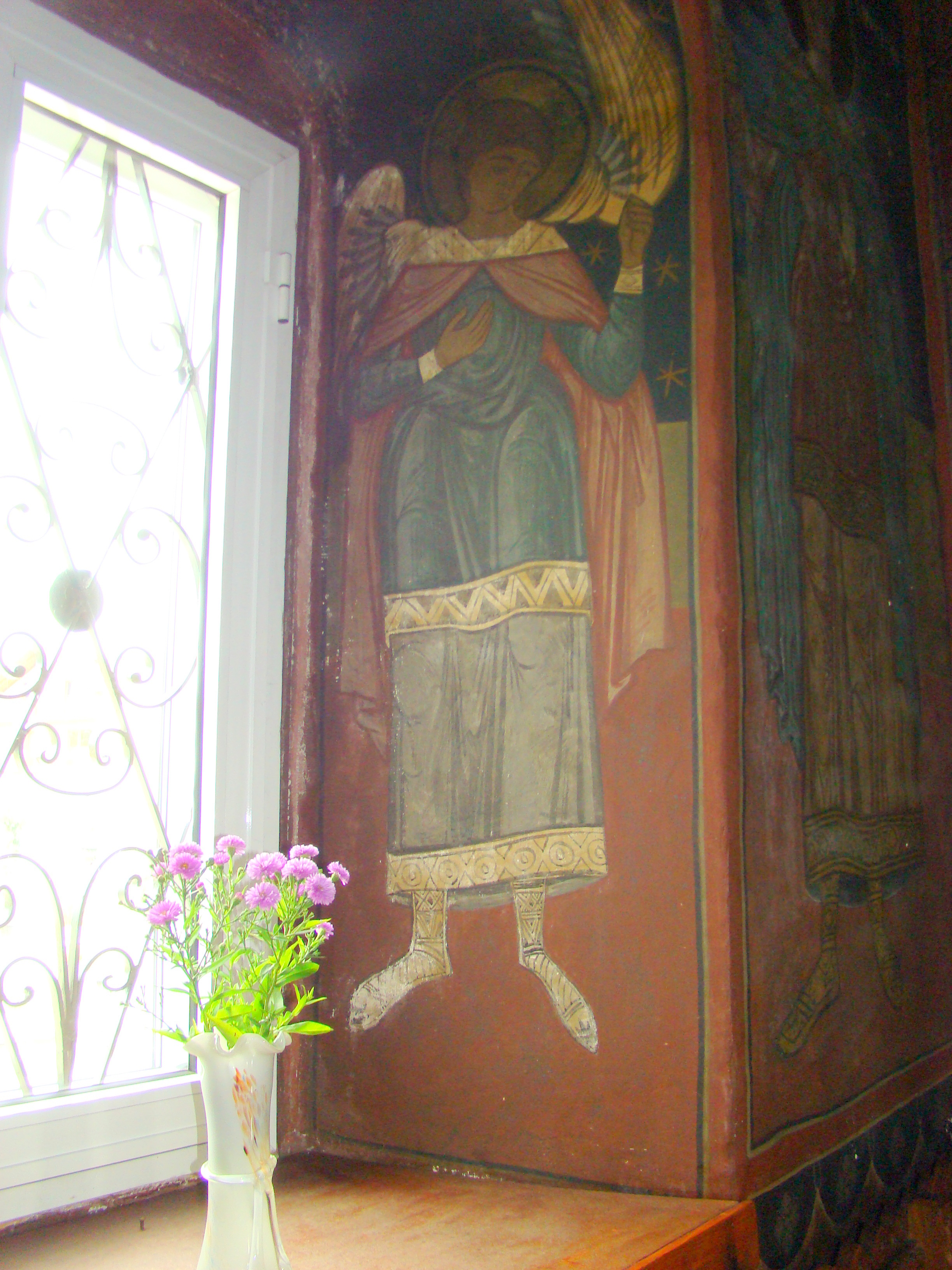
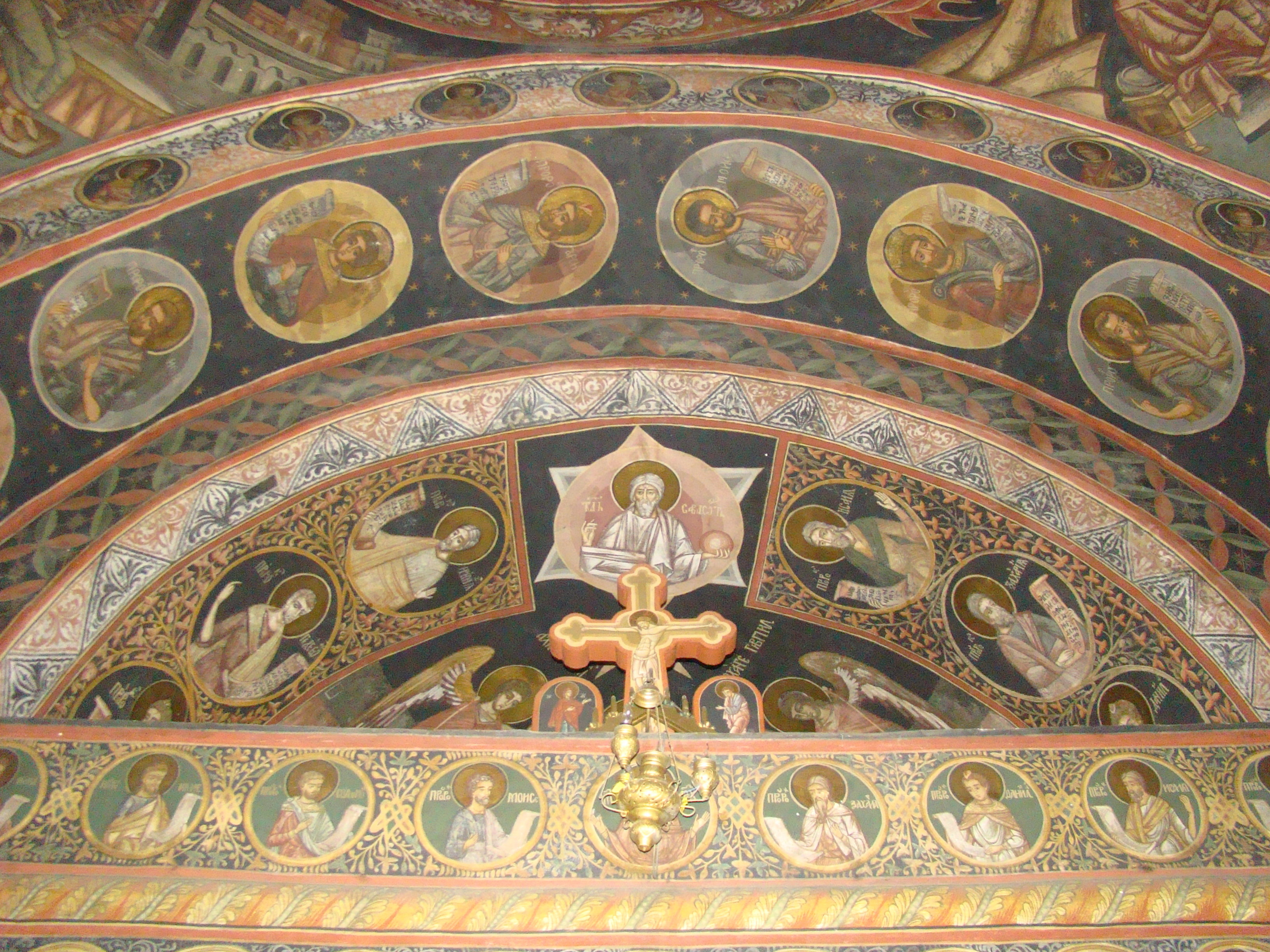
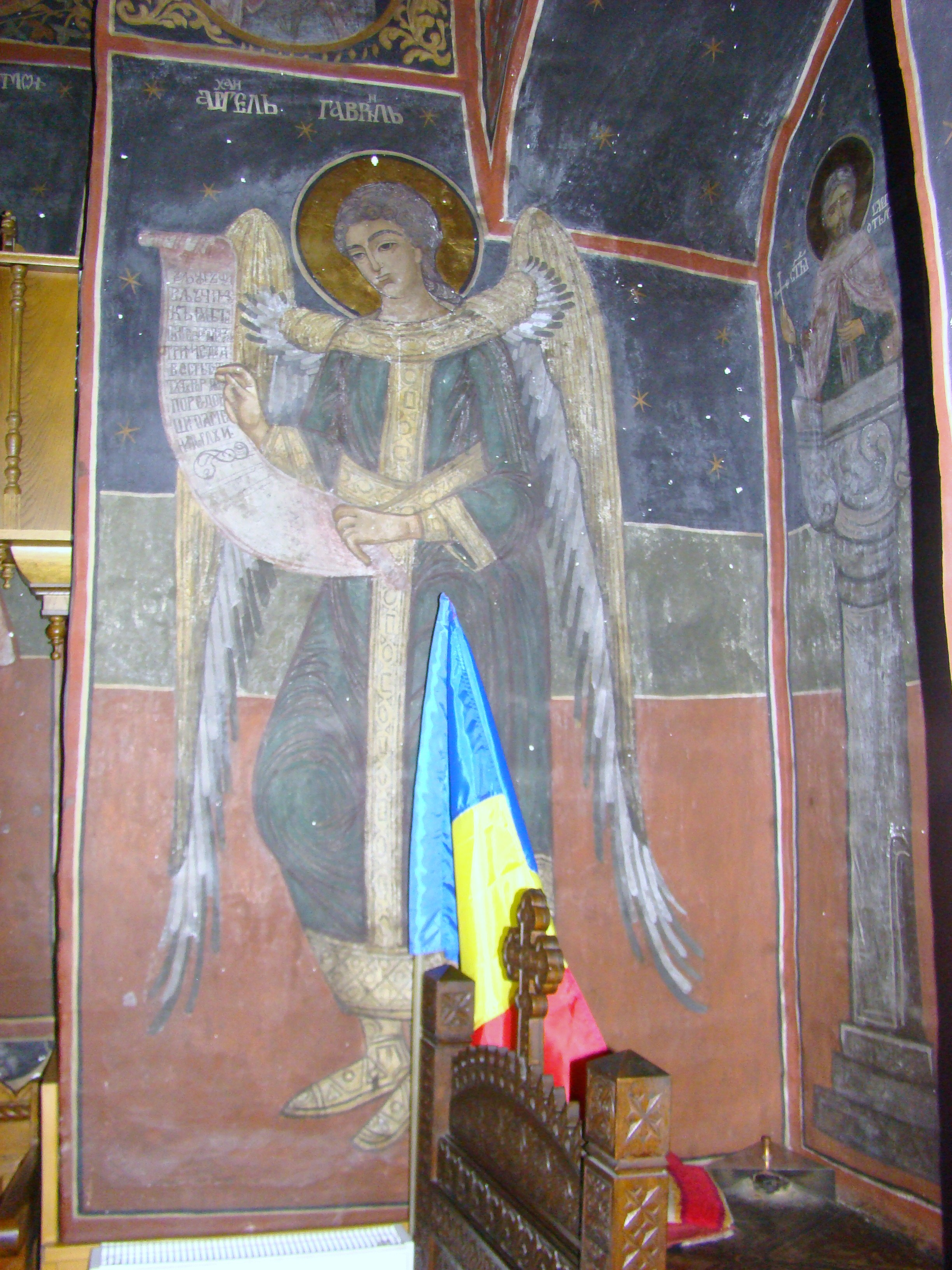
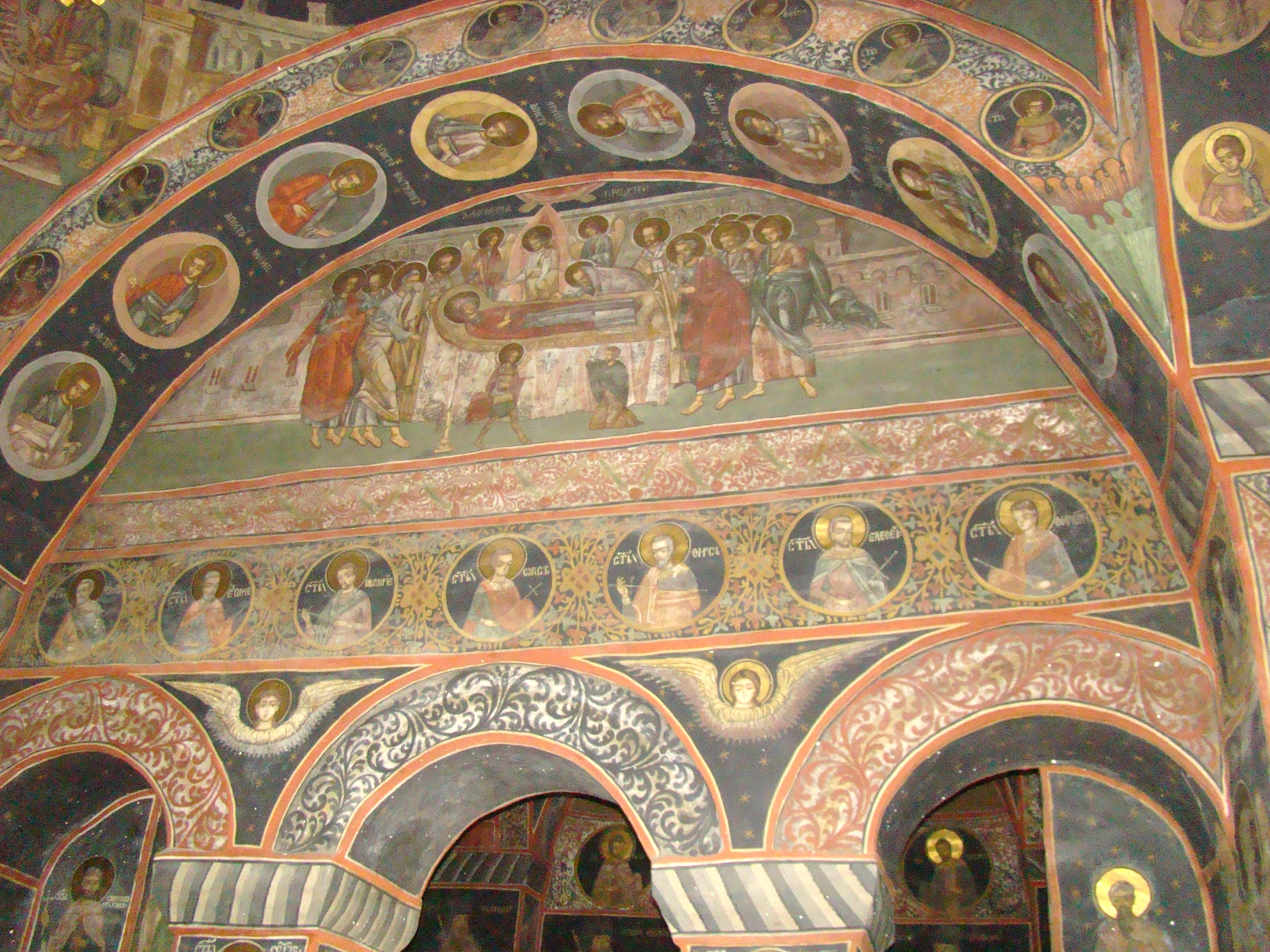
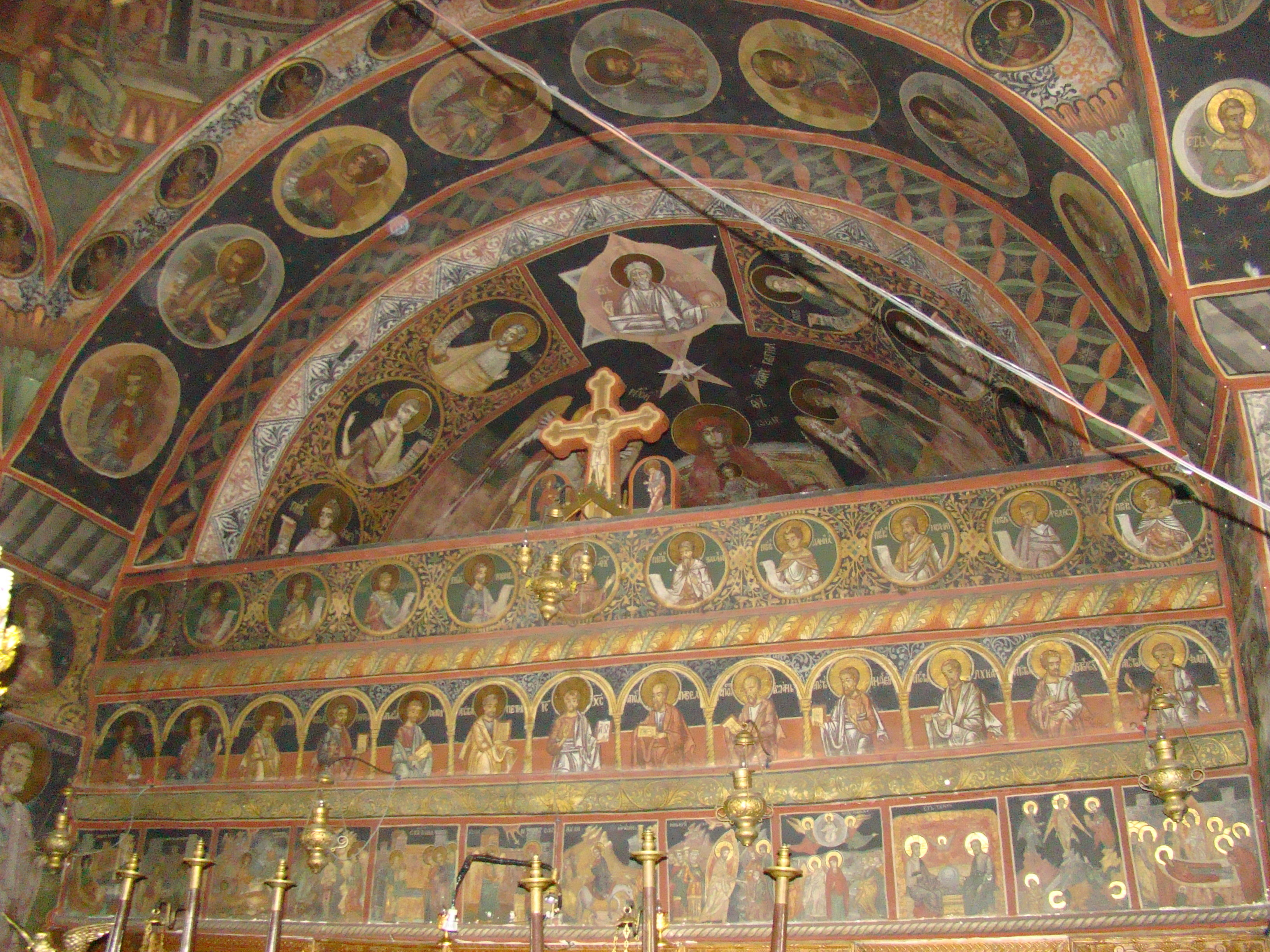
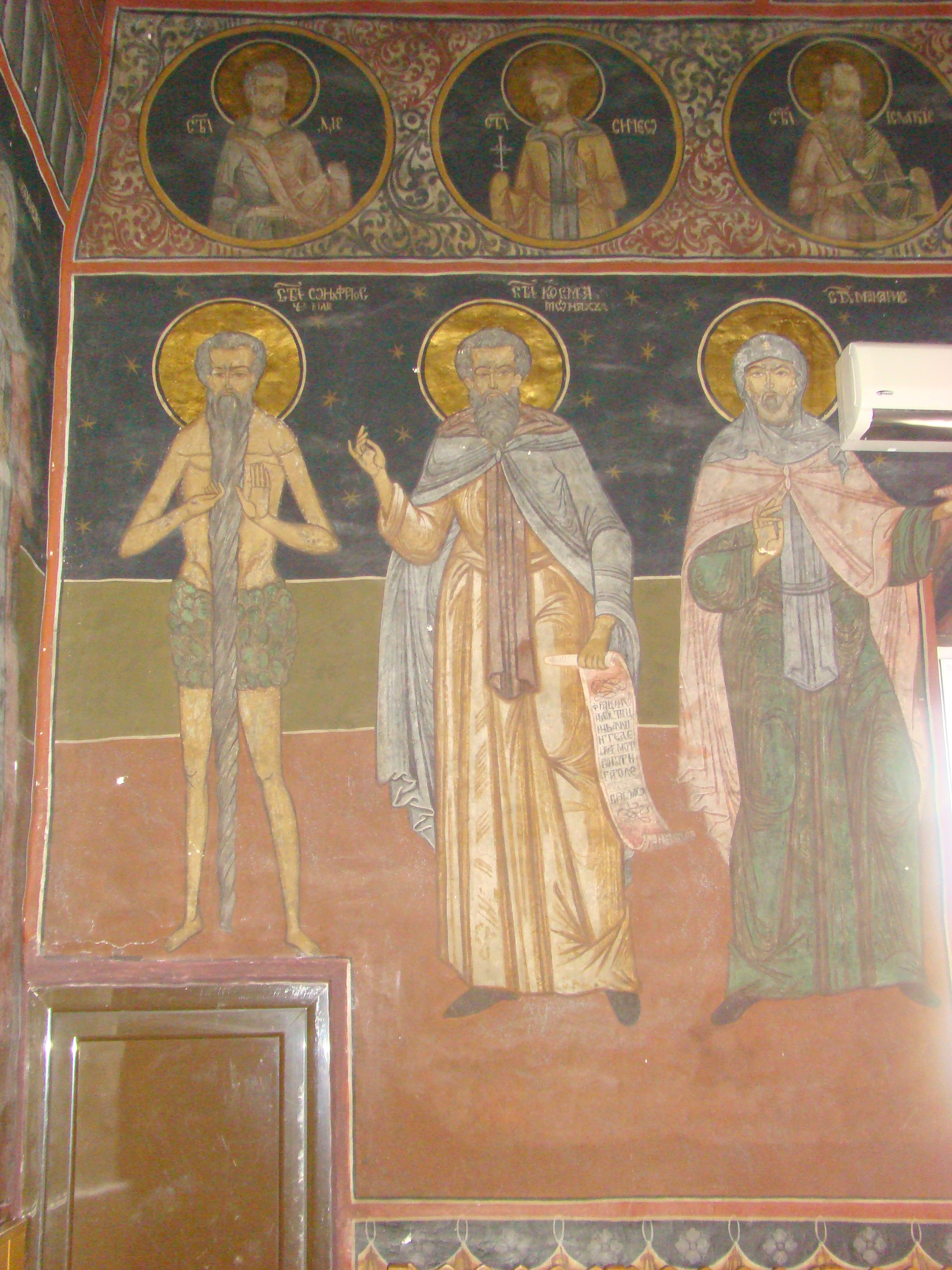
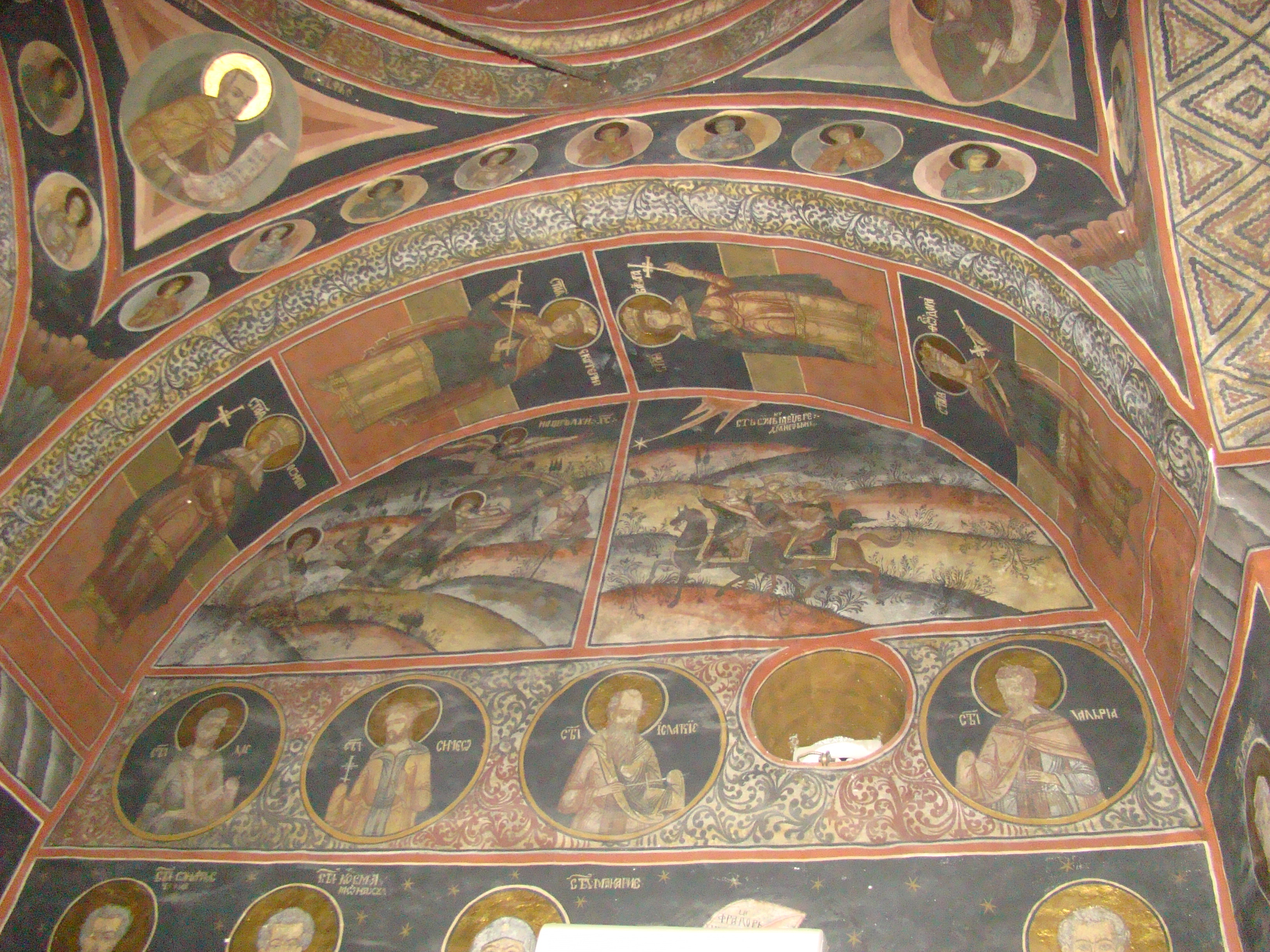
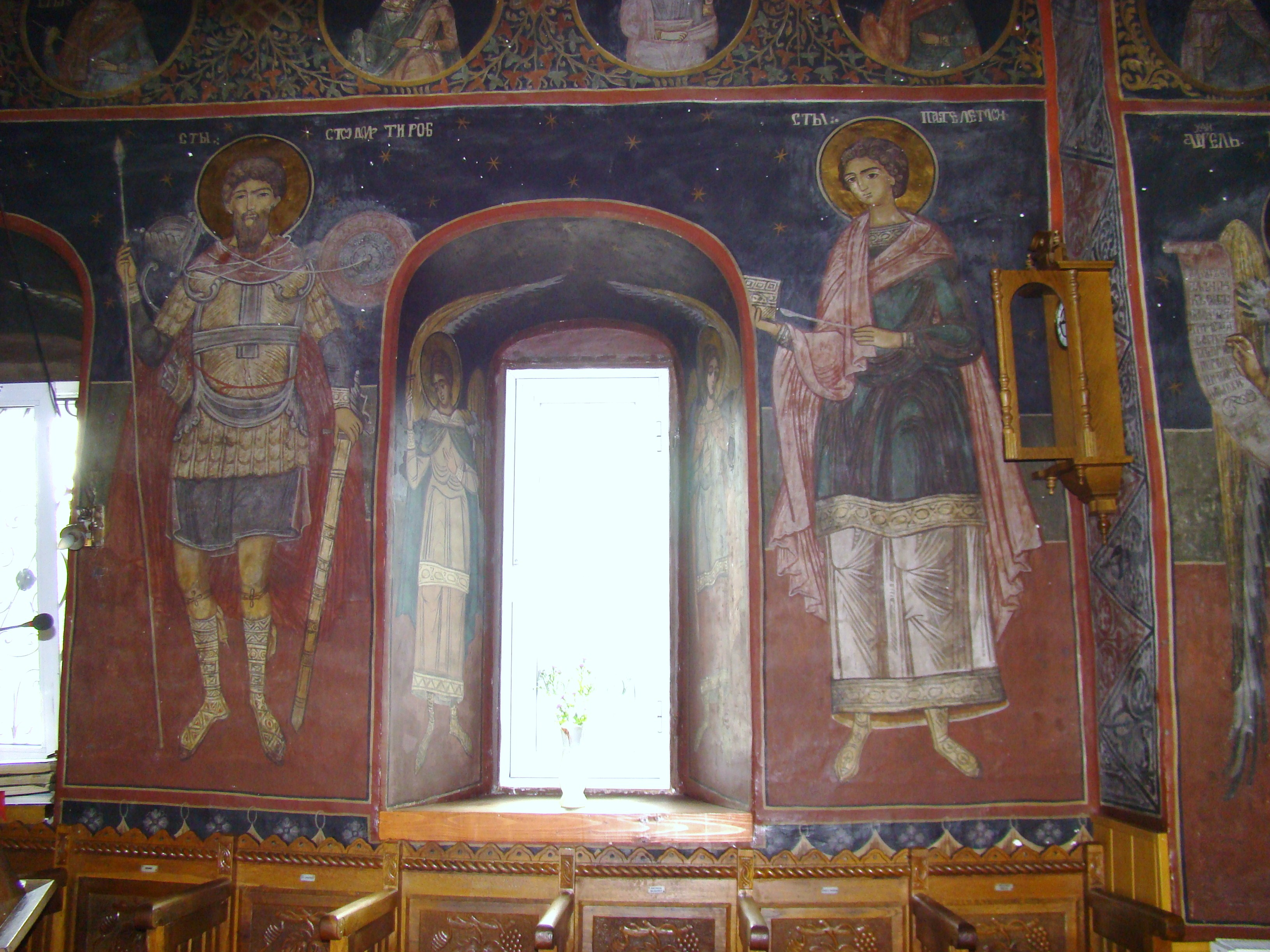
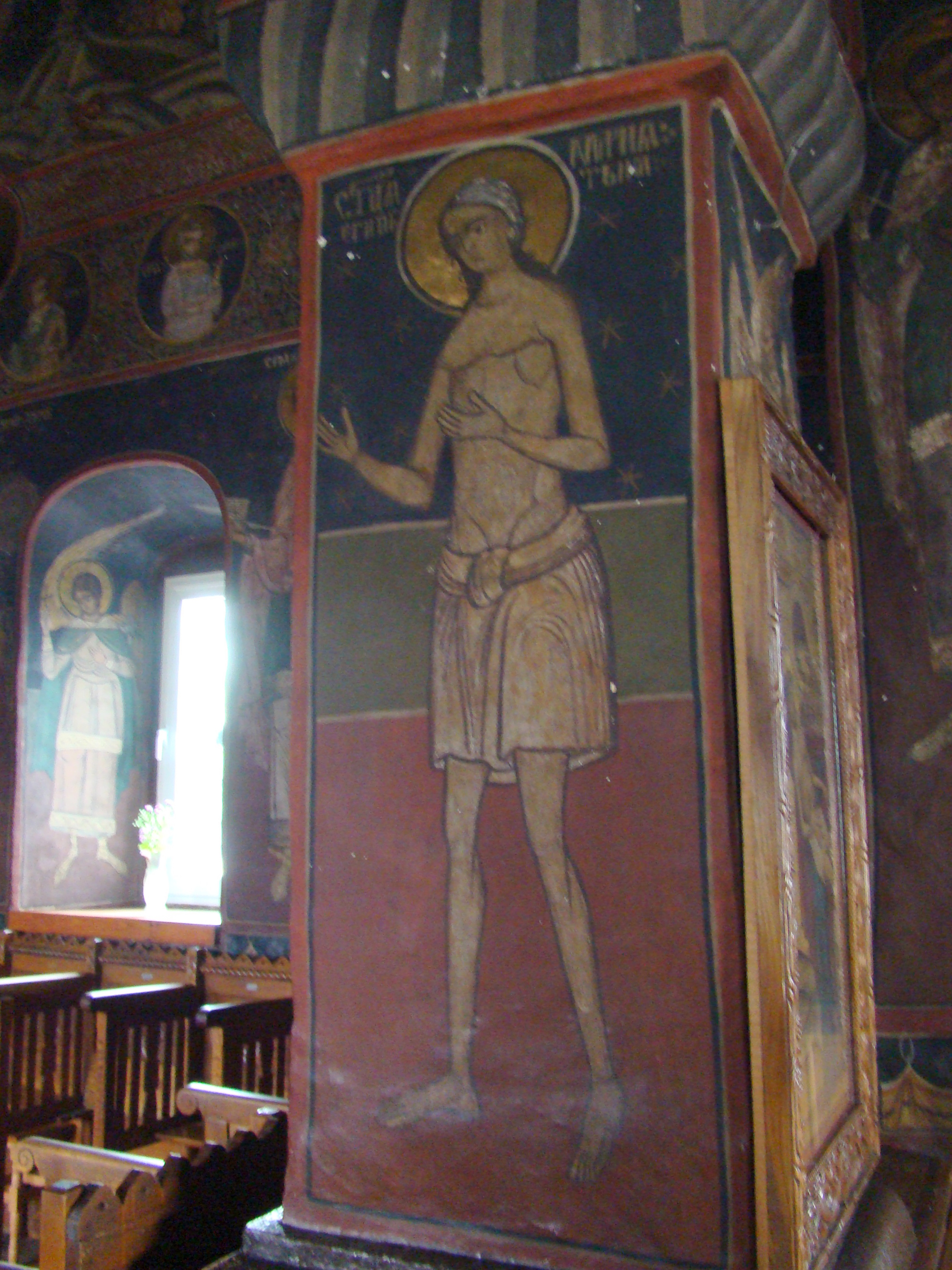
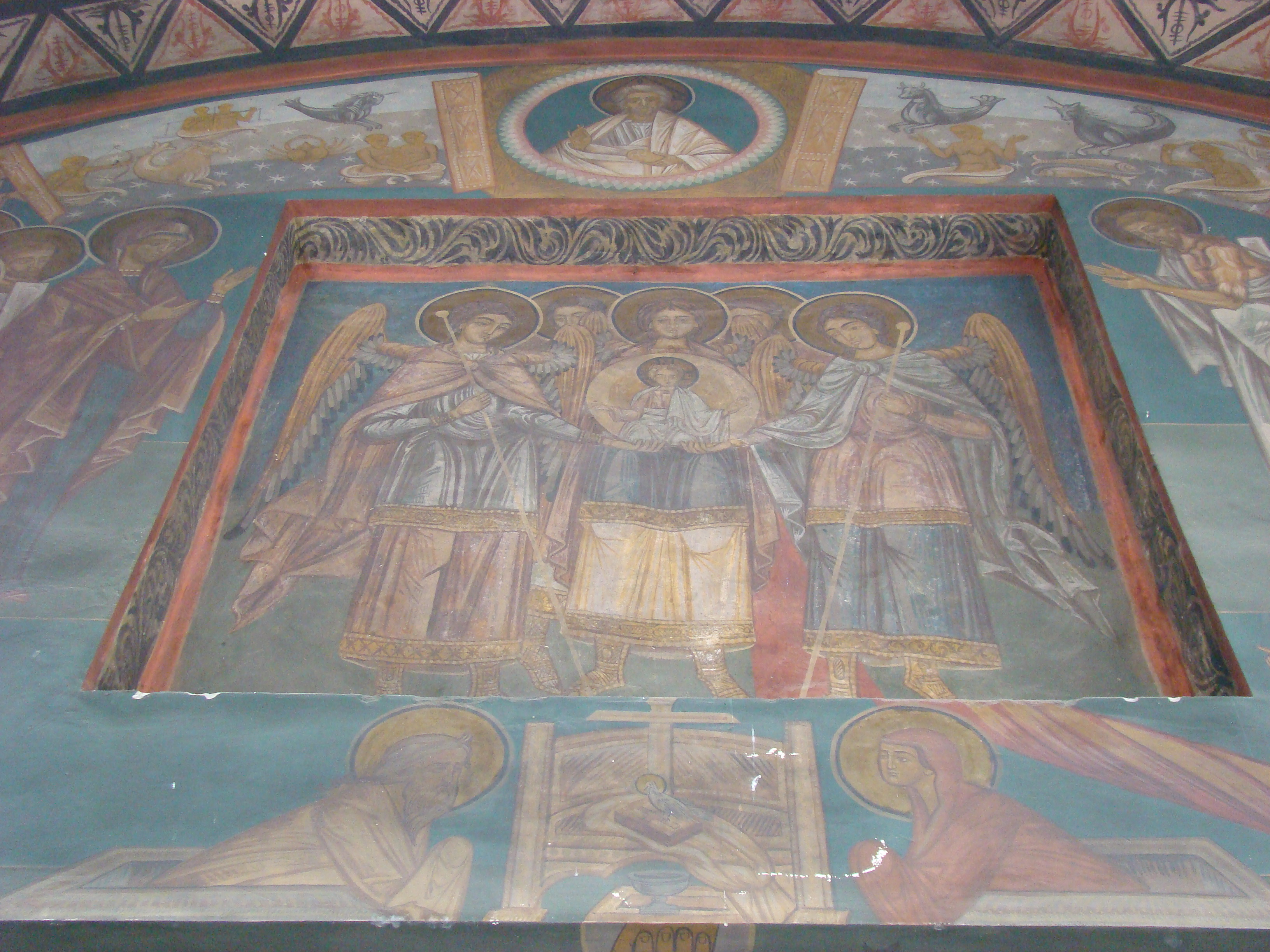
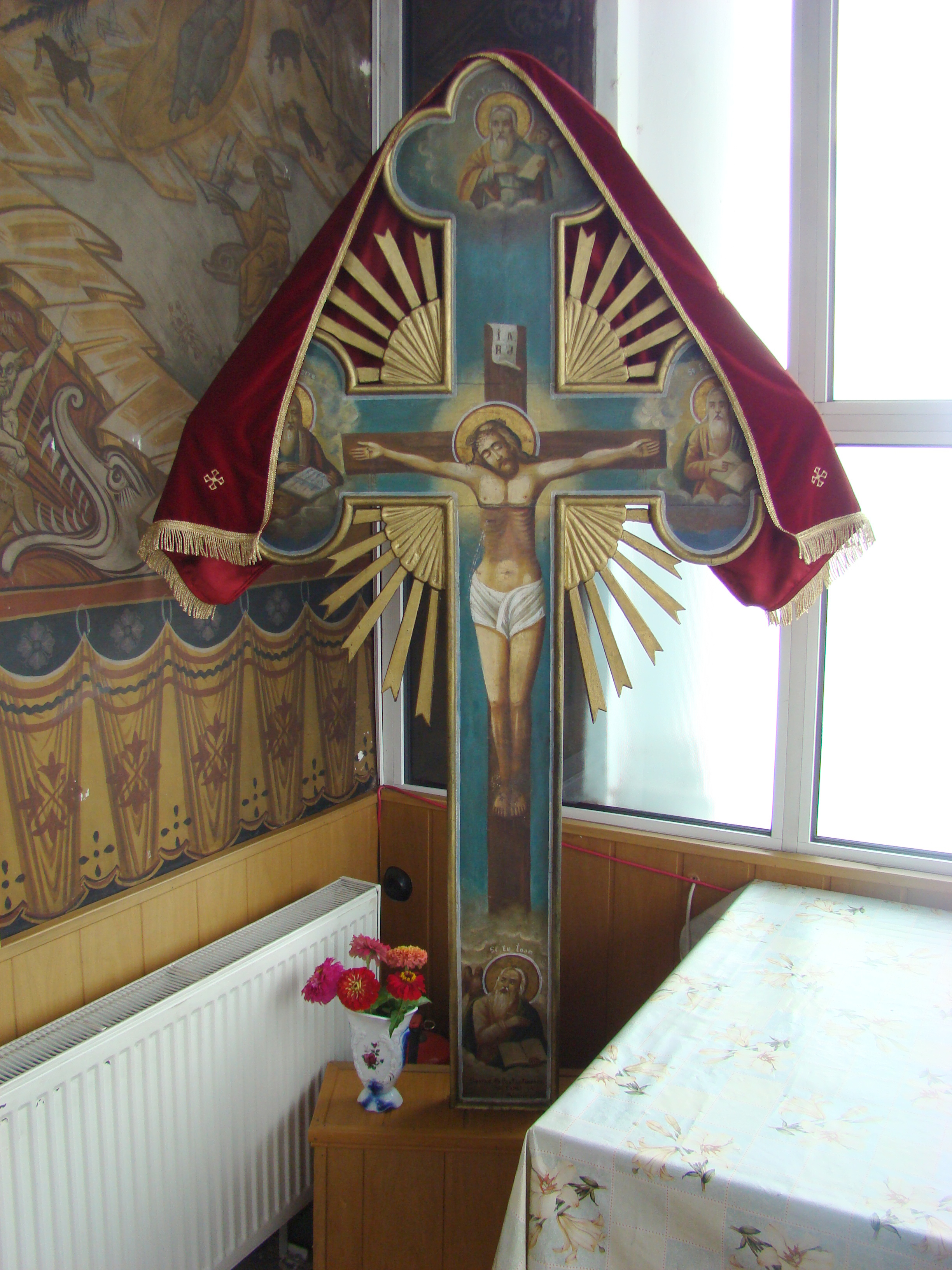
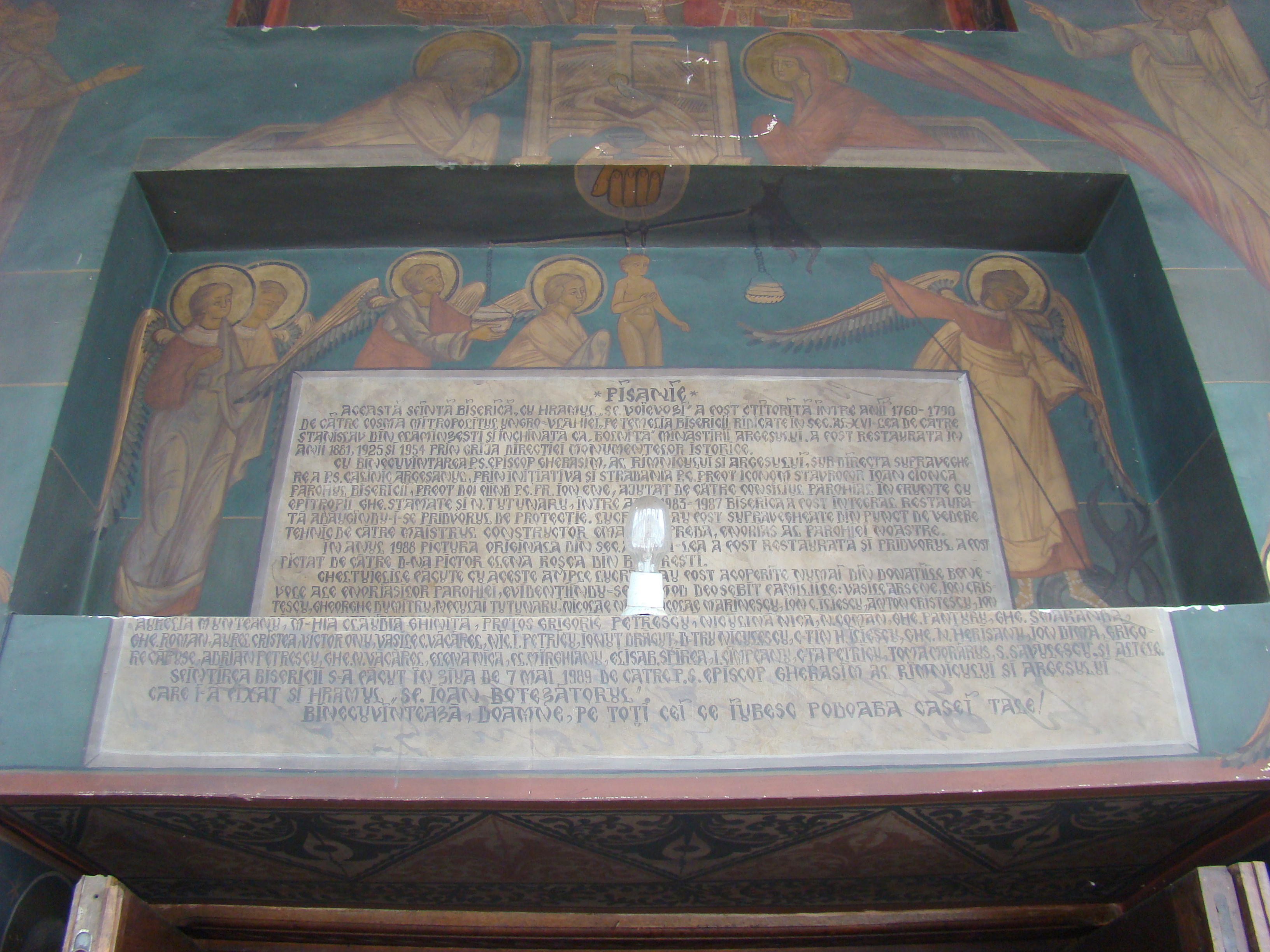

## Vezi și
- Curtea de Argeș